# St. Johann Baptist (Breitnau)
Koordinaten: 47° 56′ 21,45″ N, 8° 4′ 41,45″ O

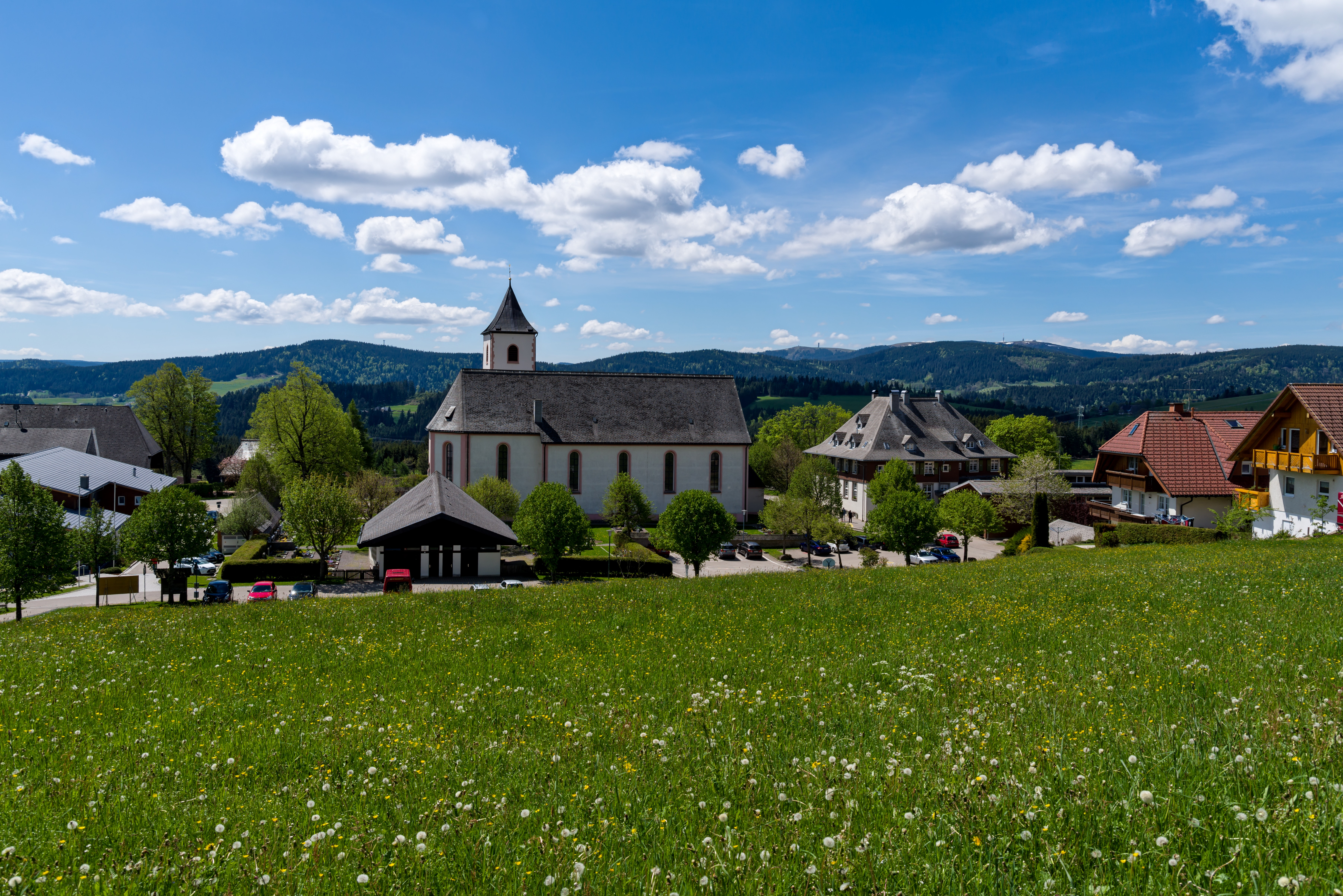
St. Johann Baptist von Nord vor dem Feldbergmassiv.

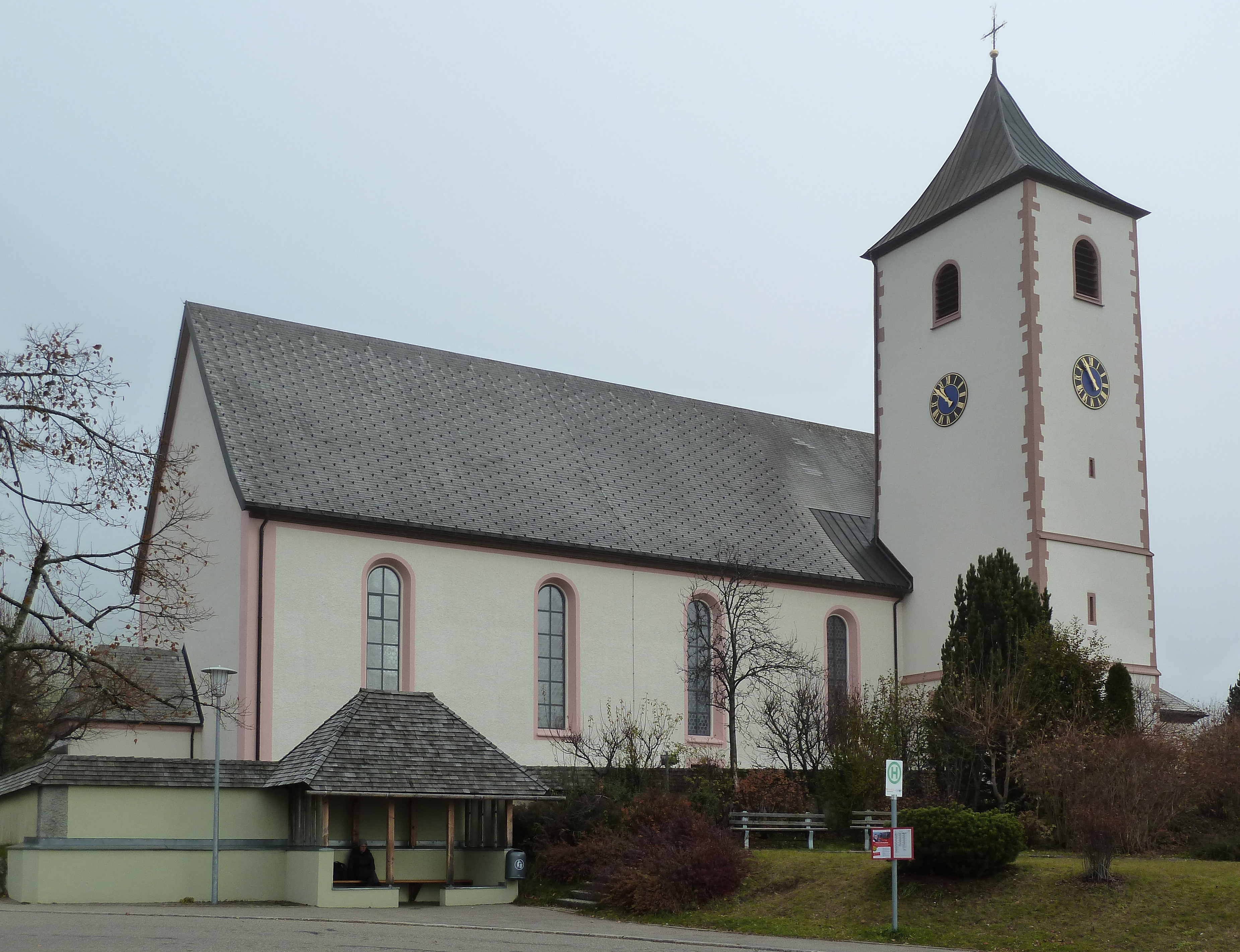
St. Johann Baptist von Südwest.

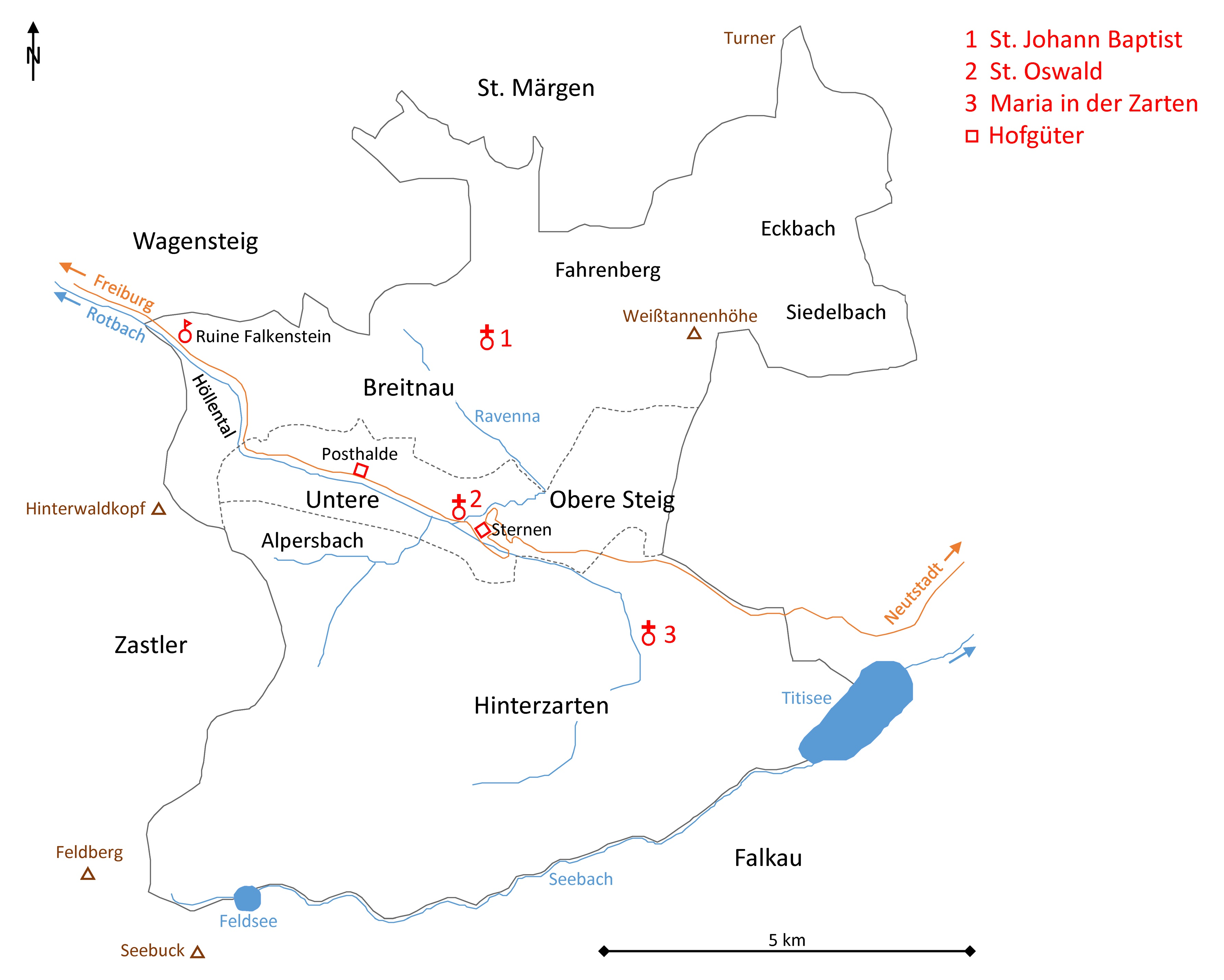
Die Falkensteinische „Herrschaft aur dem Wald“, zugleich Gebiet der Pfarrei Breitnau bis 1799.

St. Johann Baptist ist die römisch-katholische Pfarrkirche der Gemeinde Breitnau im Landkreis Breisgau-Hochschwarzwald von Baden-Württemberg. Die Pfarrgemeinde bildet mit den Pfarreien Mariä Himmelfahrt in Hinterzarten, St. Jakobus in Neustadt, Christkönig in Titisee und St. Nikolaus in Waldau die Seelsorgeeinheit Beim Titisee im Dekanat Neustadt des Erzbistums Freiburg. Besonders der Pfarrer und Kunsthistoriker Manfred Hermann hat die Geschichte und Gestalt der Kirche erforscht.

## Geschichte der Pfarrei

### Anfänge
Bis 1799 bildeten Hinterzarten, Breitnau und das Höllental dazwischen eine einzige Pfarrei mit dem Pfarrsitz in Breitnau und drei Kirchen, der Breitnauer, gut 1000 m ü. NN, Maria in der Zarten in Hinterzarten, 900 m ü. NN, und St. Oswald (Höllental), 750 m ü. NN, letzteres heute eine Kapelle in dem tief eingeschnittenen Tal. Welches die älteste Kirche ist, ist nicht sicher. St. Oswald wurde nach einer Urkunde von 1462 im Jahr 1148 von Hermann von Arbon, Bischof von Konstanz, geweiht. Das Pfarrgebiet gehörte damals den Herren von Falkenstein, bildete deren „Herrschaft auf dem Wald“, wo im Westen auf einem steilen Bergsporn über dem Höllental ihre Burg Falkenstein lag. 1957 folgerte Ekkehard Liehl in einer ersten gründlichen Untersuchung aus dem Weihedatum, der Zugehörigkeit zum Falkensteiner Herrschaftsbereich und dem Baubefund, St. Oswald sei als Eigenkirche der Falkensteiner errichtet worden, „das älteste noch existierende sakrale Bauwerk des Hochschwarzwaldes“ und „zugleich die älteste Pfarrkirche der Falkensteinischen Herrschaft auf dem Wald“. Jedoch habe St. Oswald diese Rolle „nur sehr kurze Zeit – wohl kaum 100 Jahre – gespielt“. Der Siedlungsschwerpunkt und die Pfarrei seien „sehr bald hinauf in die ‚Breite Owe‘ gerückt“ mit ihrem besseren Boden und ihrer günstigeren Besonnung. St. Oswald sei danach nur noch Filialkirche von St. Johann Baptist gewesen.
Liehls Hypothese wurde von anderen übernommen, so von Hermann Brommer und dem Historiker Hillard von Thiessen (* 1967), und wird auch im Kirchenführer von 2008 wiederholt: St. Oswald sei „wohl die erste Pfarrkirche der ‚Herrschaft auf dem Walde‘“ gewesen, „zu der man die Kinder zur Taufe und die Toten zum Begräbnis hintrug“. Der Kirchenführer berücksichtigt (und zitiert) dabei nicht die Ergebnisse von Bernhard Mangeis Dissertation Herrschaftsbildung von Königtum, Kirche und Adel zwischen Oberrhein und Schwarzwald. Mangei führt Belege an, dass die Besiedlung nicht vom Höllental aus auf die beiderseitigen Höhen vorgedrungen, vielmehr die Breitnauer Höhe vor dem Tal kultiviert worden sei. Auch die im 13. Jahrhundert einsetzende schriftliche Überlieferung nennt stets Breitnau als Pfarrsitz, zuerst der Liber decimationis des Bistums Konstanz 1275, wo von einem „plebanus in Braitenowe“, Breitnauer Pfarrer die Rede ist, dann der Liber taxationis 1353: „Breitnow cum filia ad S. Oswaldum“. „Somit ergibt sich aus dem Weihedatum der filia St. Oswald der Terminus ante quem für die Breitnauer Pfarrkirche, die wohl schon einige Zeit vor der Filiale bestanden haben wird. Ihr Patrozinium, Johannes der Täufer, könnte […] ottonischen Ursprungs sein.“

### Geschichte bis Mitte des 18. Jahrhunderts

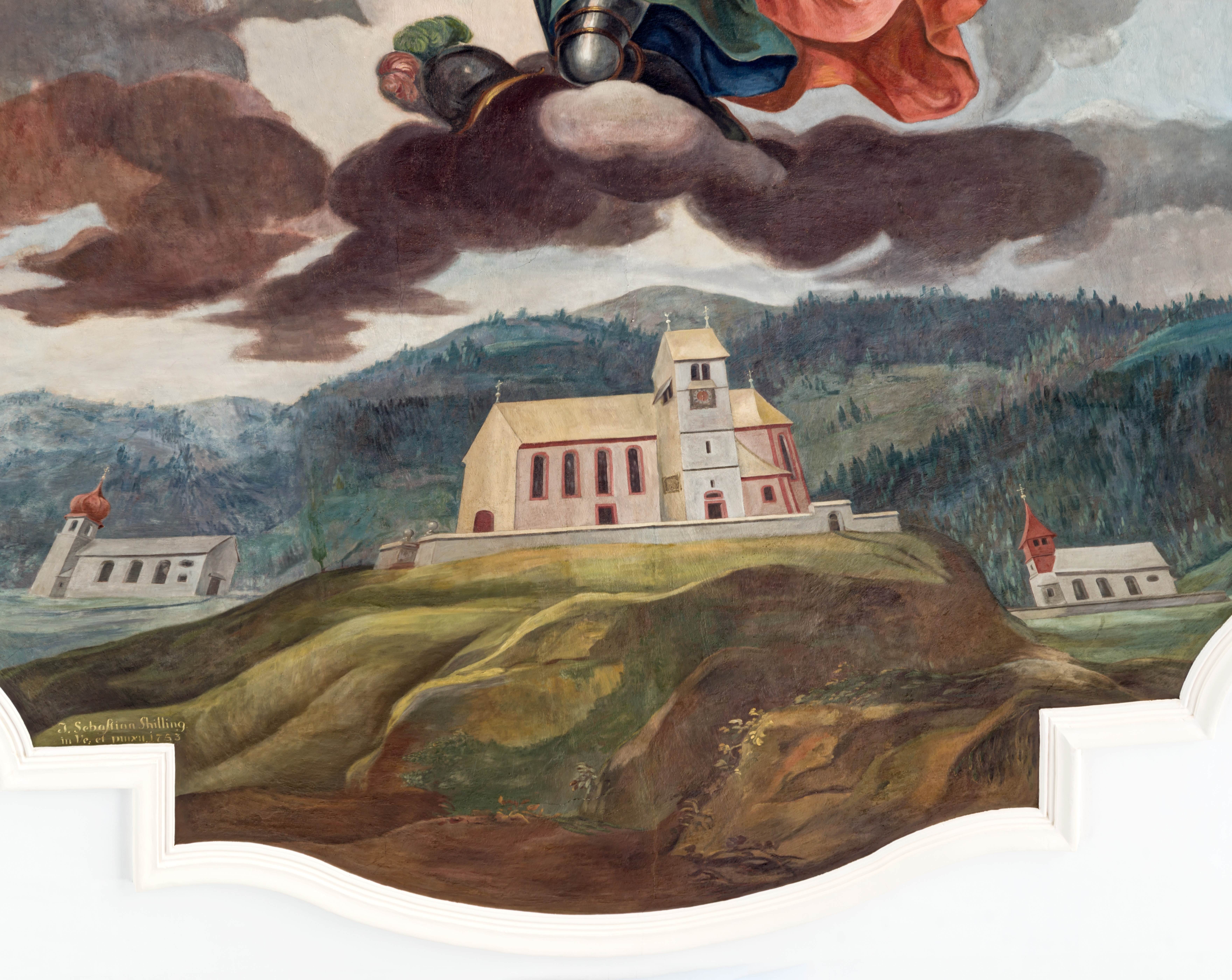
Maria in der Zarten (links), St. Johann Baptist und St. Oswald auf Johann Sebastian Schillings Deckengemälde

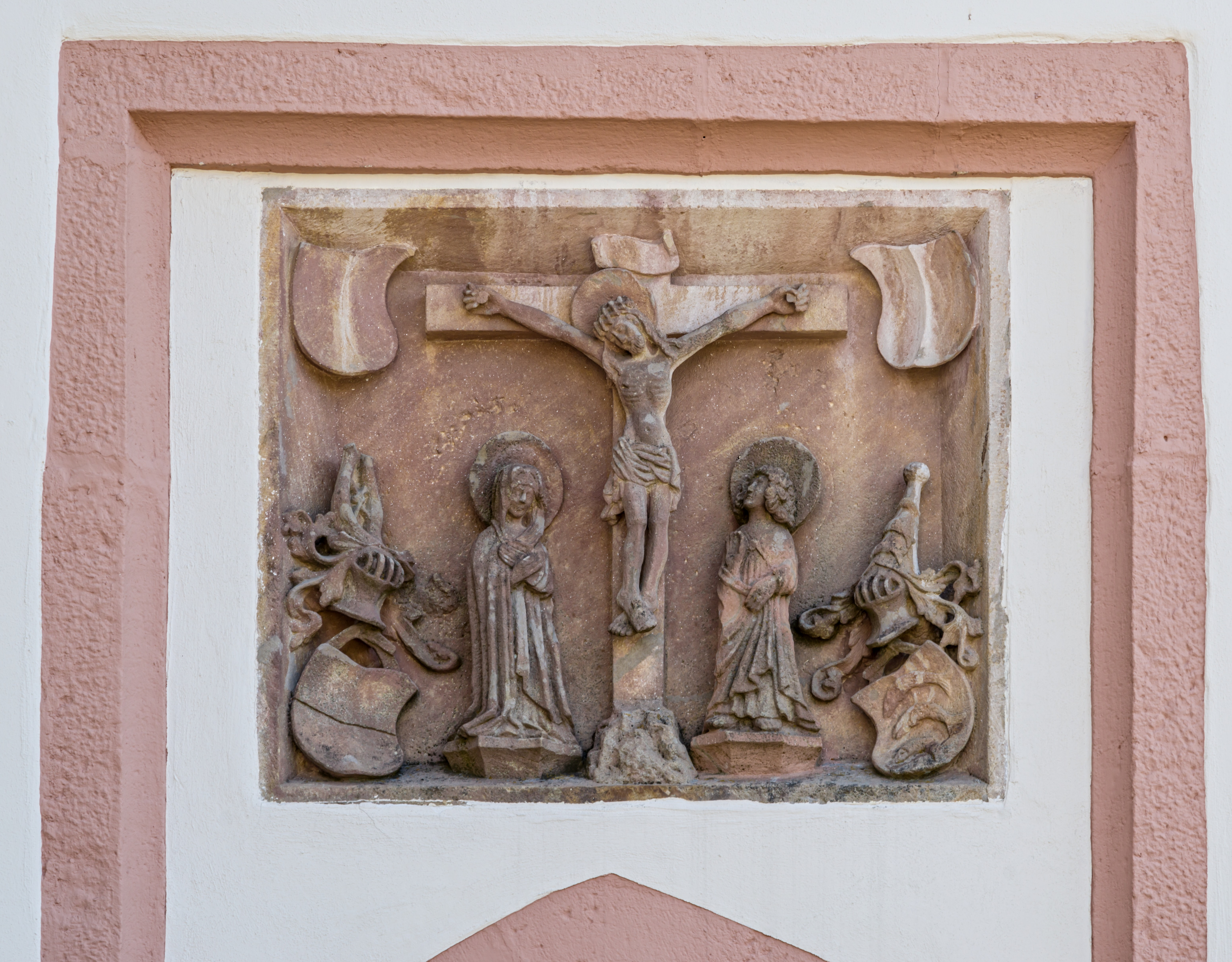
Sandsteinrelief am Turm aus der Zeit der Schnewlin von Landeck

Bis zur Mitte des 18. Jahrhunderts erlauben die Quellen nur schlaglichtartige Einblicke in die Pfarrgeschichte. Namen von Pfarrern lassen sich (mit Lücken) ab Beginn des 16. Jahrhunderts nachweisen. Um 1350 wird Maria in der Zarten als Gnadenort erwähnt. 1416 wurde dort eine kleine Kirche errichtet, die ab 1437 von einem in Hinterzarten wohnenden Kaplan betreut wurde. In Breitnau selbst erhielt der Pfarrer 1701 Unterstützung durch eine neu eingerichtete Kaplansstelle. Die drei Priester hatten die Seelsorge in einem enormen Bereich zu bewältigen, mit Sonntagsmessen, zahllosen durch Tradition vorgeschriebenen Prozessionen, Beichtehören besonders in der Osterzeit, Taufen, Eheschließungen, Versehgängen, Beerdigungen. „Wurde der Priester zu einer Geburt oder einem Sterbenden gerufen, war größte Eile vonnöten. Vor allem aus diesem Grund hielten der Breitnauer Pfarrer und der Hinterzartener Kaplan je ein Pferd, für dessen Haferversorgung laut Zehntvertrag von 1766 die Breitnauer und Hinterzartener aufzukommen hatten (‚Versehhaber‘)“. Hilfe bei der Seelsorge leisteten die Freiburger Franziskaner und die Neustädter Kapuziner.
Derweil wandelten sich sowohl die Herrschaft als auch die „Pfarrkinder“. 1408 erwarben die Schnewlin von Landeck das Areal von den verarmten Falkensteinern und behielten es in Besitz, bis es 1568 im Erbgang an die Freiherrn von Sickingen-Hohenburg kam, die in Ebnet residierten. Die letzte Änderung vor dem Übergang an das Großherzogtum Baden 1805 war der Anfall der Gemeinden Steig und Fahrenberg an die aus dem Elsass stammenden Herren von Pfirt. Ab Mitte des 17. Jahrhunderts gab es in der Pfarrei drei Grundherrschaften: die Sickinger mit dem größten Anteil (Breitnau und Hinterzarten), die Pfirter mit Steig und Fahrenberg und die Grafen von Fürstenberg in Donaueschingen mit den am östlichen Rand gelegenen Tälern Eckbach und Siedelbach.
Haupterwerbszweig der Bevölkerung war bis zum Ende des 17. Jahrhunderts die Landwirtschaft auf etwa hundert Hofgütern, die stets ungeteilt an den jüngsten Sohn vererbt wurden (Minorat). Aus den Besitzern wurde die Vögte gewählt, Vermittler zwischen Grundherrschaft und Untertanen. Vier Vogteien gab es im Gebiet der Pfarrei: die sickingischen Vogteien Breitnau und Hinterzarten, die pfirtsche Vogtei Steig (mit Fahrenberg) und die fürstenbergische Vogtei Eck- und Siedelbach. Im Lauf des 18. Jahrhunderts änderte sich die soziale Zusammensetzung der Bevölkerung. Mit Glasbläserei und Uhrenherstellung entstanden neue Gewerbe. Vor allem in Steig und Hinterzarten überholten Händler, Holzuhrmacher und Löffelschmiede die Bauern in puncto Wohlstand: „eine Wachstumsregion, die in der zweiten Hälfte des 18. Jahrhunderts im Begriff war, die Oberrheinebene in den Schatten zu stellen“.
Die wichtigste Lebensgrundlage des Pfarrers war der Zehnt, der nur ihm, nicht aber dem Hinterzartener Kaplan zustand. Hinzu kamen die Stolgebühren zum Beispiel für Taufen. Vor 1615 war der Zehnt von einer Natural- in eine Geldabgabe umgewandelt worden, die von den Gemeinden eingezogen wurde. 1615 beantragte Pfarrer Michael Schaffner eine Erhöhung über die damaligen 132 fl. hinaus, nach von Thiessen kein ungebührliches Verlangen, denn der Wert des Geldzehnten war durch Inflation gesunken. Es kam dennoch zum Streit mit den zehntpflichtigen Breitnauern und Hinterzartenern. Erst unter Schaffners Nachfolger Jacob Metzger wurde 1616 ein neuer Zehntvertrag über eine Summe von 260 fl. abgeschlossen.
Beginnend mit dem Dreißigjährigen Krieg wurde die Pfarrei in die Kriege des 17. Jahrhunderts hineingezogen. Die Erdbefestigungen im Schwarzwald, auch auf Breitnauer Gebiet, vermochten im Pfälzischen Erbfolgekrieg die Franzosen nicht abzuhalten. Bei einem Scharmützel mit kaiserlichen Soldaten am 23. Februar 1690 brannte das halbe Dorf mitsamt dem Pfarrhaus nieder; die Kirche wurde beschädigt, der Friedhof als improvisierte Schanze völlig umgegraben.

### Carl Ludwig Magon

Carl Ludwig Magons Grab
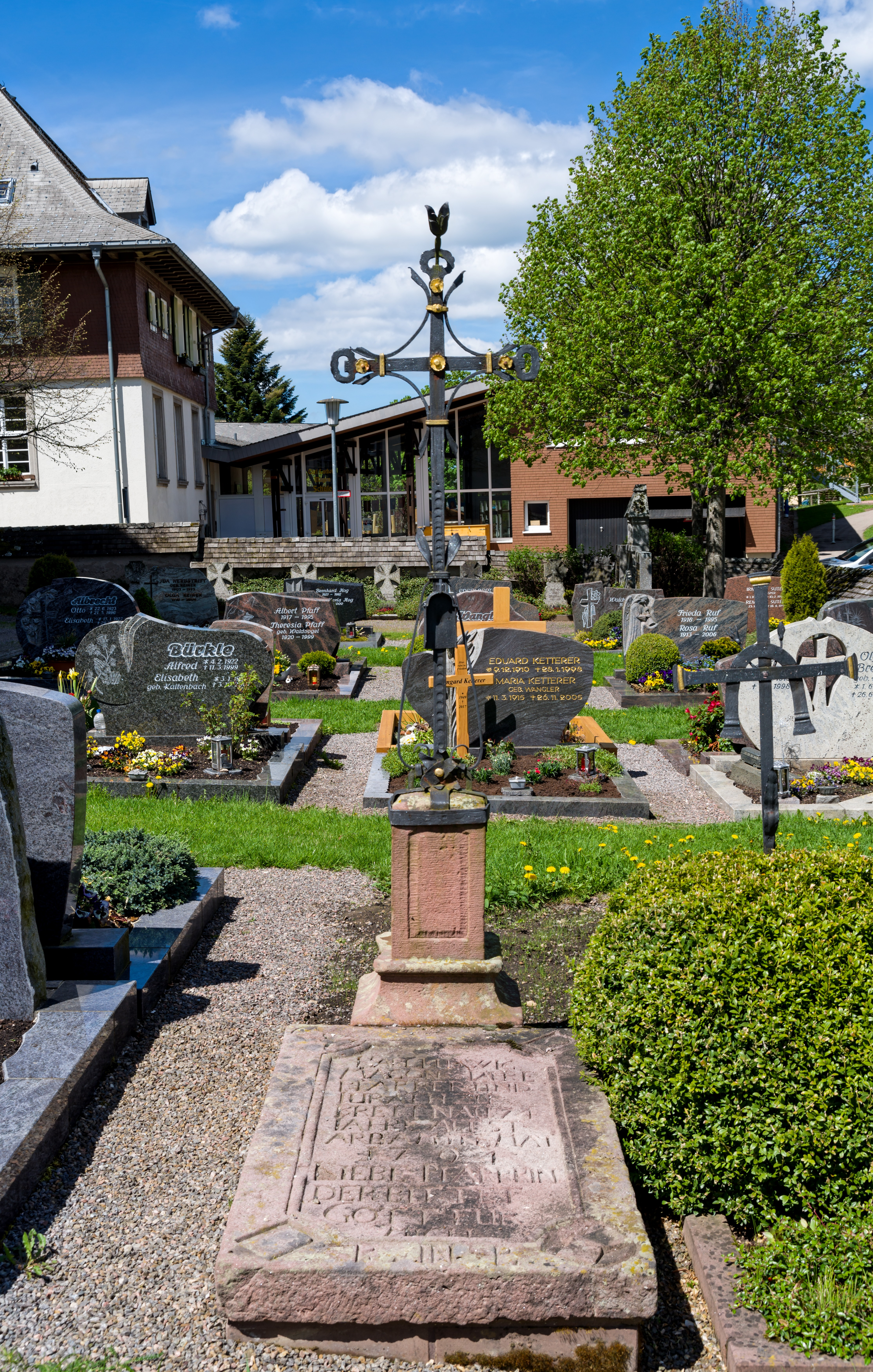
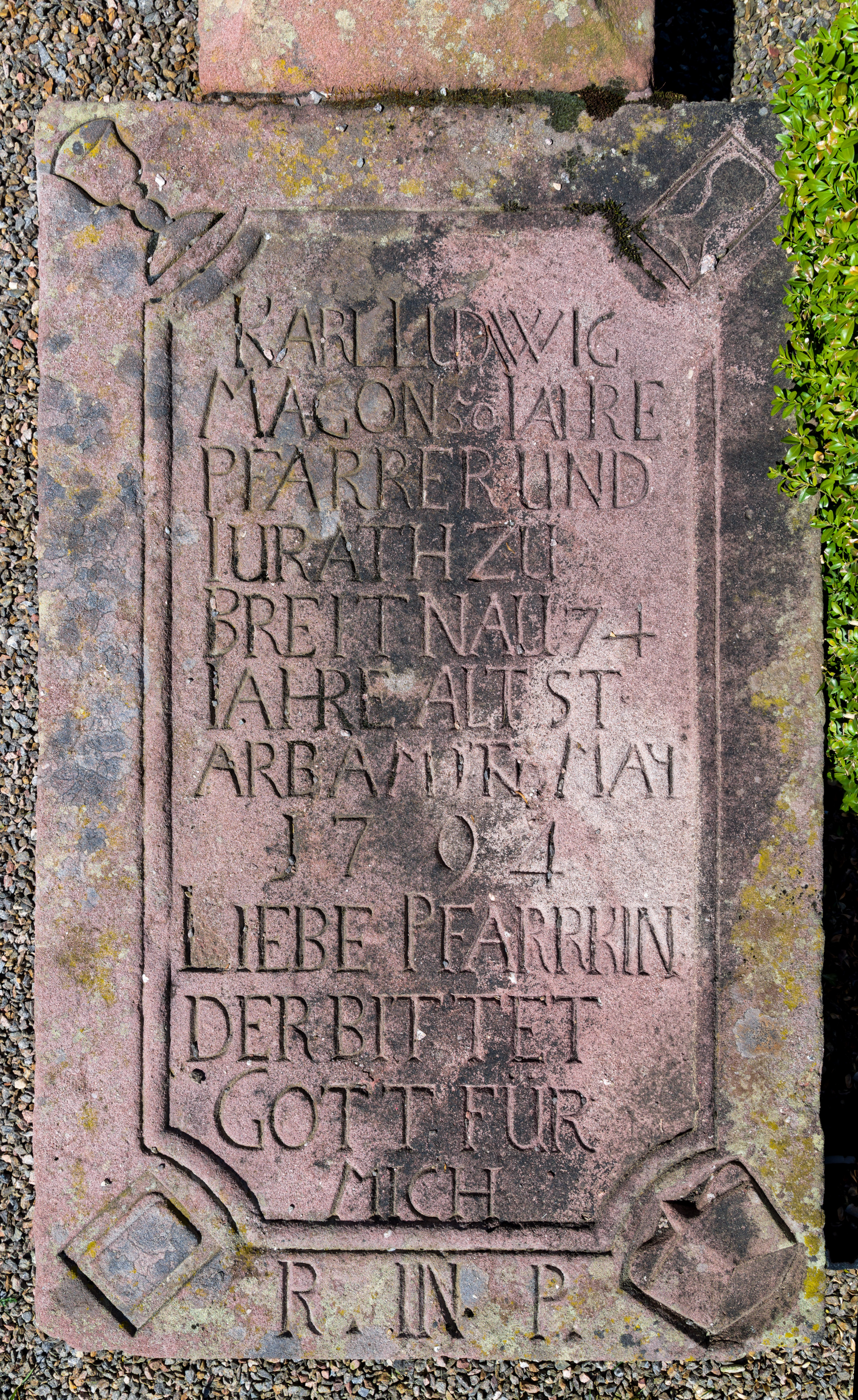

Mit Magon, Pfarrer in Breitnau von 1745 bis 1794, ändert sich die Quellenlage. Dank seiner Konflikt- und Schreibfreudigkeit übertrifft die Zahl der Dokumente aus der zweiten Hälfte des 18. Jahrhunderts alles aus der Zeit davor um ein Vielfaches. Magon wurde am 30. Oktober 1720 in Villingen als Sohn eines relativ wohlhabenden Kaufmanns geboren, studierte in Freiburg bis 1492 Theologie, arbeitete nach der Priesterweihe kurz als Vikar in Umkirch, dann vom 16. März 1745 bis zu seinem Tod am 1. Mai 1794 als Pfarrer in Breitnau. Aus seinem von Liehl und von Thiessen ausführlich beschriebenen Wirken sind besonders bemerkenswert in chronologischer Folge der Neubau seiner Kirche, der Bau einer Schule, ein neuer Zehntstreit und der Kampf gegen die Erhebung von Hinterzarten zur eigenen Pfarrei. Ein rastloser Projekteschmied, stieß er oft nicht nur die Laien, sondern auch den Konstanzer Bischof und die Grundherren vor den Kopf. Seine „Stärke lag nicht zuletzt darin begründet, daß er sich in fast allen seinen Handlungen mit seinem Gott einig wußte, ja als dessen Werkzeug ansah. Was Magon auch tat, was er auch plante, er brachte es stets mit Gottes Willen in Einklang. Magons Gott war ein sehr aktiver, in das weltliche Geschehen eingreifender, seinen Willen ausdrückender Gott, mit dem der Pfarrer im Gebet in reger Kommunikation stand.“
- Bleibendes Verdienst Magons ist, beginnend 1752, die Errichtung der bis heute bestehenden Pfarrkirche. Er musste sie gegen den erbitterten Widerstand seiner Bauern durchsetzen, bei denen er „einen allbereits zerfallenen gottesdienst, eine allgemeine lauigkeit in ausübung christlicher tugend werkhen, eine dichte finsternuss in erkenntnuß einiger wahrheiten, offenbahre seel und leib verderbliche mißbreüch“ vorfand (siehe unten).[20]
- Aus den vom Kirchenbau übriggebliebenen Materialien ließ Magon 1753 eine kleine Schule bauen, ein „schuhl- und christen lehr häußlein“,[21] Es wurde durch ein 1913 eingeweihtes Gebäude ersetzt, das seit 2011 „Carl-Ludwig-Magon-Schule“ heißt.[22]
- 1761 versuchte Magon die Unterstützung des Bischofs für eine Erhöhung des Zehntbetrags auf 500 fl. zu gewinnen; das Einkommen des Pfarrers müsse schon aus Prinzip höher sein als das der übrigen Einwohner, sonst leide der „pfarrliche högst nothwendige respect“.[23] Nach fünf Jahren zäher Verhandlungen – Magon hatte es mit drei Grundherren zu tun, den Sickingern, den Pfirtern und den Fürstenbergern – einigte man sich auf 460 fl. und 100 Sester Hafer bei Verzicht auf die Stolgebühren und der Verpflichtung, für jeden Verstorbenen drei Seelenmessen zu lesen. Die bischöfliche Genehmigung erfolgte zum 12. Januar 1778.[24]
- Die Hinterzartener Kapläne waren materiell höchst dürftig gestellt. Es blieb ihnen nichts anderes übrig, als mit eigener Kraft und eigenem Vieh ihr Pfarrwittum zu bewirtschaften.[25] Von Gallus Hirt (* 1717), Kaplan von 1758 bis 1777, wird zuerst Streben nach Verselbständigung berichtet. Nach dessen Tod verbrannte Magon den größten Teil des handschriftlichen Nachlasses, darunter vielleicht Dokumente, die den Pfarrer in seinen eigenen Zuständigkeiten beschränkt hätten. Mit Hirts Nachfolgern setzte sich der Kleinkrieg fort. Vielleicht trug zu Magons Verständnislosigkeit für die schwierige Situation in Hinterzarten bei, dass er nicht wie viele seiner Vorgänger selbst dort Kaplan gewesen war. Erst 1799, fünf Jahre nach Magons Tod, unter seinem Nachfolger Dominik Herr, wurde Hinterzarten mit der Filiale St. Oswald von Breitnau getrennt. Erster Hinterzartener Pfarrer war Joseph Strobelt (* 1747), zuvor, von 1786 bis 1799, Kaplan dort.[26] Er blieb in Hinterzarten bis 1803.

### Dominik Herr
Auch Dominik Herr (1757–1818), promovierter Theologe, hatte sich von 1782 bis 1786 als Kaplan in Hinterzarten vergeblich um eine bessere Pfarrorganisation bemüht. Seine Grundüberzeugungen hatten wenig mit seinem Vorgänger gemeinsam. Das ständige Transzendieren Magons war ihm fremd. Sein Gott ließ der Schöpfung ihren Lauf und „hielt es nicht für nötig, ständig in das Geschehen der Welt einzugreifen oder Dorfpfarrer in ihren Kirchenbauprojekten zu stärken. Herrs Gott hatte eine vernünftige Ordnung geschaffen, und die hatten die ‚Pfarrkinder‘ zu respektieren“. Im Praktisch-Seelsorglichen, in Bezug auf Gehorsamspflicht und Kirchenzucht war der Unterschied zwischen dem posttridentinischen Magon und dem der katholischen Aufklärung nahestehenden Dominik Herr gering. Er prangerte Bräuche der Breitnauer an, die bereits Magon abgeschafft zu haben glaubte, etwa das winterliche gemeinsame Handarbeiten der Frauen in „Kunkelstuben“, zu dem auch Männer kamen und wo man nach einem Predigtkonzept Herrs „Unzucht wie die Spatzen“ trieb. Herr blieb Pfarrer in Breitnau bis 1800. Später war er bischöflicher Kommissar am Priesterseminar in Meersburg.

## Baugeschichte
Aus der Zeit vor Magon, wohl dem 13. Jahrhundert, stammen die Untergeschosse des Turmes. Im Jahr 1500 äscherte ein Blitz den Großteil der Kirche ein. Beim Wiederaufbau entstand ein neuer Altar, von dem eine Figur des Evangelisten Johannes (heute im Pfarrhaus) und das Predellenbild mit der Enthauptung Johannes des Täufers erhalten sind. 1669 und bei dem Scharmützel 1690 wurde die Kirche beschädigt, 1690 der Friedhof zerstört. Magon fand eine nach seinen Worten „allzue kurtze, enge, nidere, russig-staubige, das Pfarrvolk keineswegs Ehrbar zu fassen vermögende alte Kirche“. Sein Plan, sie zu ersetzen, gefiel zwar Ferdinand von Sickingen, nicht aber den Breitnauern. Sie weigerten sich, die Fronfuhren zu leisten. „Ich kan es nit gnugsam austrukhen,“ klagt Magon, „wie schwehr und bitter mir dieses heilige und högst nothwendige geschäfft von meinen äignen Pfarrkindern gemacht wurde.“ Erst ein Befehl der Grundherrschaft bewegte die Untertanen zum Einlenken.
1752 wurde die alte Kirche bis auf den Turm niedergerissen, 1753 in kurzer Zeit eine neue errichtet. Den Grundstein legte Peter Glunk, Abt des Klosters St. Märgen. Baumeister war Joseph Hirschbühl aus Lingenau in Vorarlberg, seit 1738 in Freiburg († 1766). Zum Richtfest am 10. Juli 1753 ließ Magon im Rohbau des Schiffs aus Brettern Bänke und Tische aufschlagen und bewirtete seine rund 700 Gäste mit einem Mastochsen, einem Schaf, einem Kalb, einer „menge gemüß und kraut“, 100 Laib Brot sowie 9 Saum Wein. Der Pfarrer saß mit seinen Hilfspriestern und den vier Vögten von Breitnau, Steig-Fahrenberg, Hinterzarten und Eckbach-Siedelbach im Chor. Im September und Oktober malte Johann Sebastian Schilling (1722–1773), wie Magon aus Villingen, die Deckenfresken. 1754 vollendete der Bildhauer Josef Anton Hops (1720–1761) die Seitenaltäre und die Kanzel, während Georg Samuel Schilling (1695–1757), der Vater des Johann Sebastian, die Gemälde der Seitenaltäre schuf. 1755 war die Friedhofsmauer erneuert. Den alten Hochaltar wollte Magon 1766 für 600 fl. aus seiner eigenen Tasche ersetzen; auf Bitte des Sickinger Barons verwendete er das Geld aber für eine Erhöhung des alten Turms. Am 2. September 1775 weihte der Konstanzer Weihbischof Augustin von Hornstein (von 1768 bis 1779 in Konstanz) die Kirche ein. Erst 1779 erhielt sie einen neuen Hochaltar mit Bildhauerarbeiten von Matthias Faller, dessen Sohn Johann Nepomuk vermutlich assistiert hat.
1803 und 1853 schlugen Blitze ein. 1855 wurde St. Johann Baptist restauriert. 1867 lieferte Benjamin Grüninger ein Geläut aus vier Glocken, von denen drei im Zweiten Weltkrieg im Rahmen der Metallspende abgegeben werden mussten. 1872 erhielt der Hochaltar ein neues Bild von der Freiburger Malerin Kreszentia Stadler (1797–1884).
Große Renovierungen erfolgten 1895 sowie 1947 bis 1953. 1949 lieferte die Glockengießerei Albert Junker vier neue Glocken. Eine weitere Generalrenovierung fand 1976 bis 1977 unter Pfarrer Siegfried Merkel (* 1926) statt. Dabei kam die gegenwärtige Orgel von Mönch & Prachtel in die Kirche. Der Bildhauer Siegfried Haas aus Rottweil (1921–2011) gestaltete unter anderem einen neuen Zelebrationsaltar, einen Ambo und die Türgriffe am Haupteingang. Mehrfach mussten seither Schäden beseitigt werden.

## Gebäude

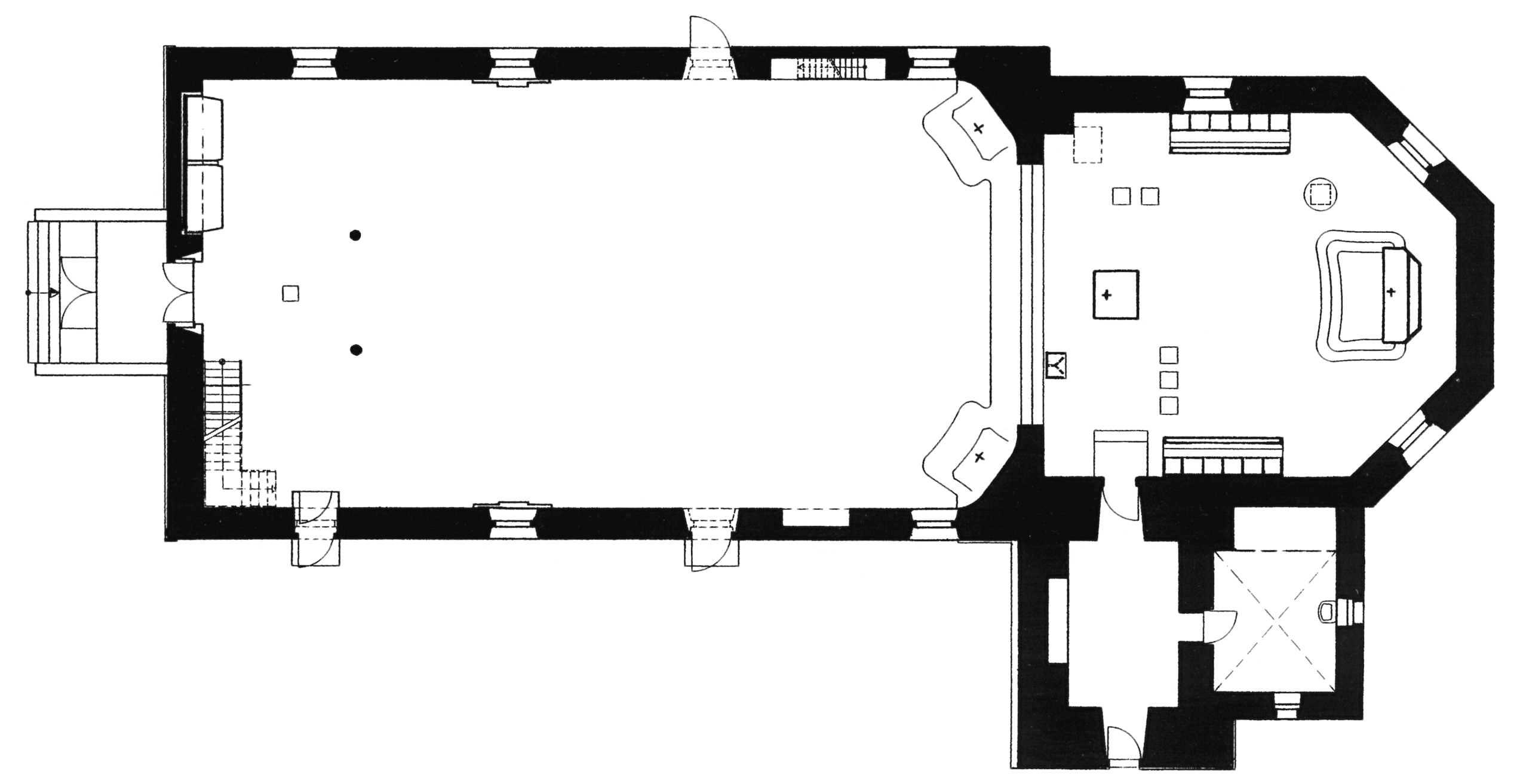
Grundriss
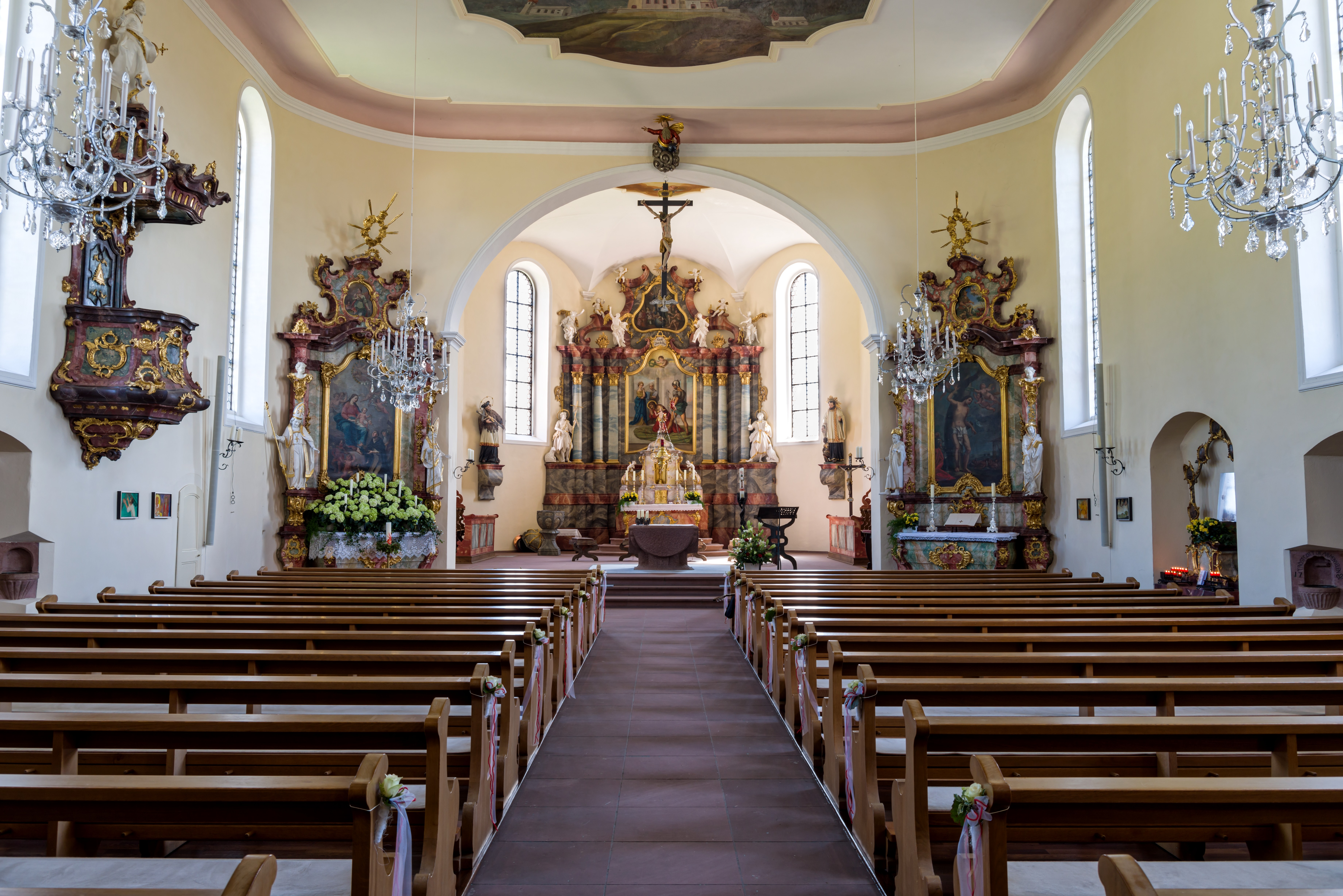
Inneres Richtung Ost
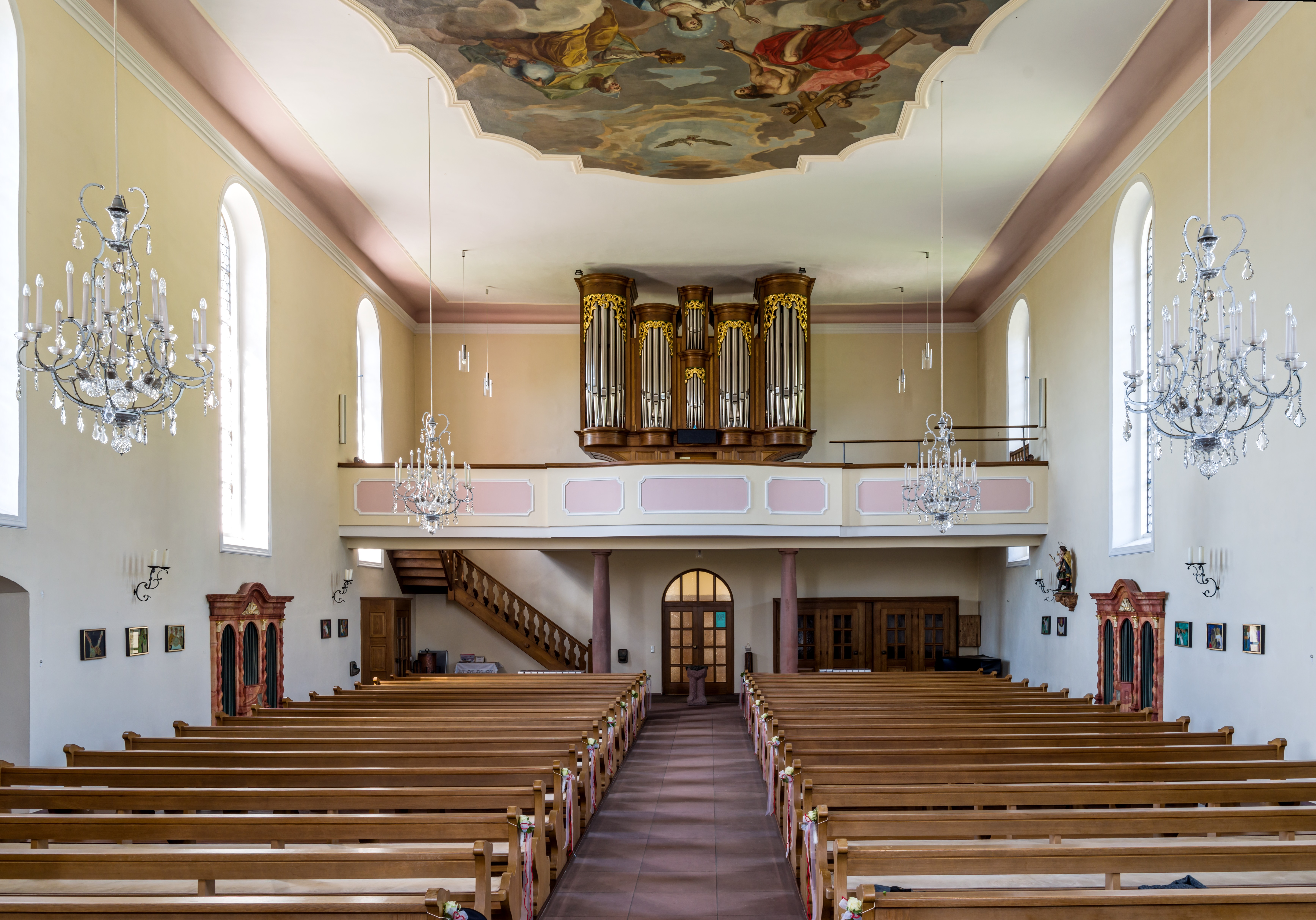
Inneres Richtung West

Im Osten schließt sich an das rechteckige, mit einem Satteldach gedeckte Kirchenschiff mit vier Achsen rundbogiger Fenster der polygonal geschlossene Chor an. Vor dessen Südseite steht der quadratische Kirchturm mit den beiden mittelalterlichen Untergeschossen und Magons Erhöhung, seitlich von Hausteinen gerahmt, auf der Südseite unten von Schlitzfenstern durchbrochen. Oben gliedern die Zifferblätter der Uhr und rundbogige Klangarkaden die Flächen. Den Abschluss bildet ein leicht einwärtsgeschwungenes Pyramidendach mit goldfarbener Turmkugel, Kreuz und Wetterhahn. In den Winkel zwischen Chor und Turm schmiegt sich die Sakristei. Im Inneren überfängt über einer Hohlkehle eine flache Decke das Schiff. Ein Farbendreiklang aus dem Pastellgelb der Wände, dem Weiß der Decke und dem kräftigen Rosa der Hohlkehle prägt den Eindruck. Hinter dem runden Triumphbogen schneiden Stichkappen über den Fenstern in die sanfte Wölbung des Chors ein. Die Empore wurde 1976 bis 1977 tiefer gelegt. Sie wird von zwei Steinsäulen aus der Kirche der Heimschule Lender in Sasbach getragen.

## Ausstattung

### Deckenfresken

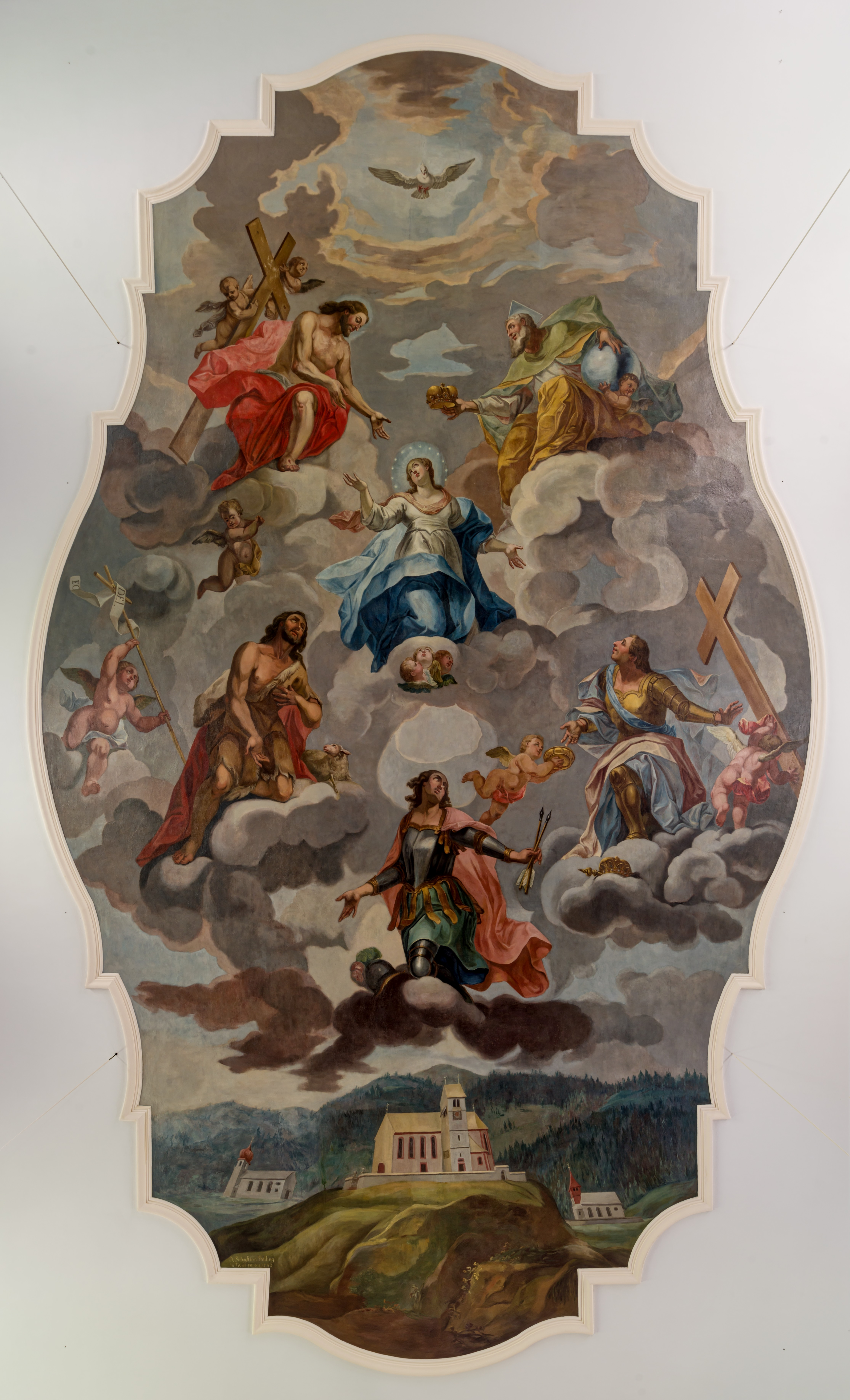
Fresko im Schiff

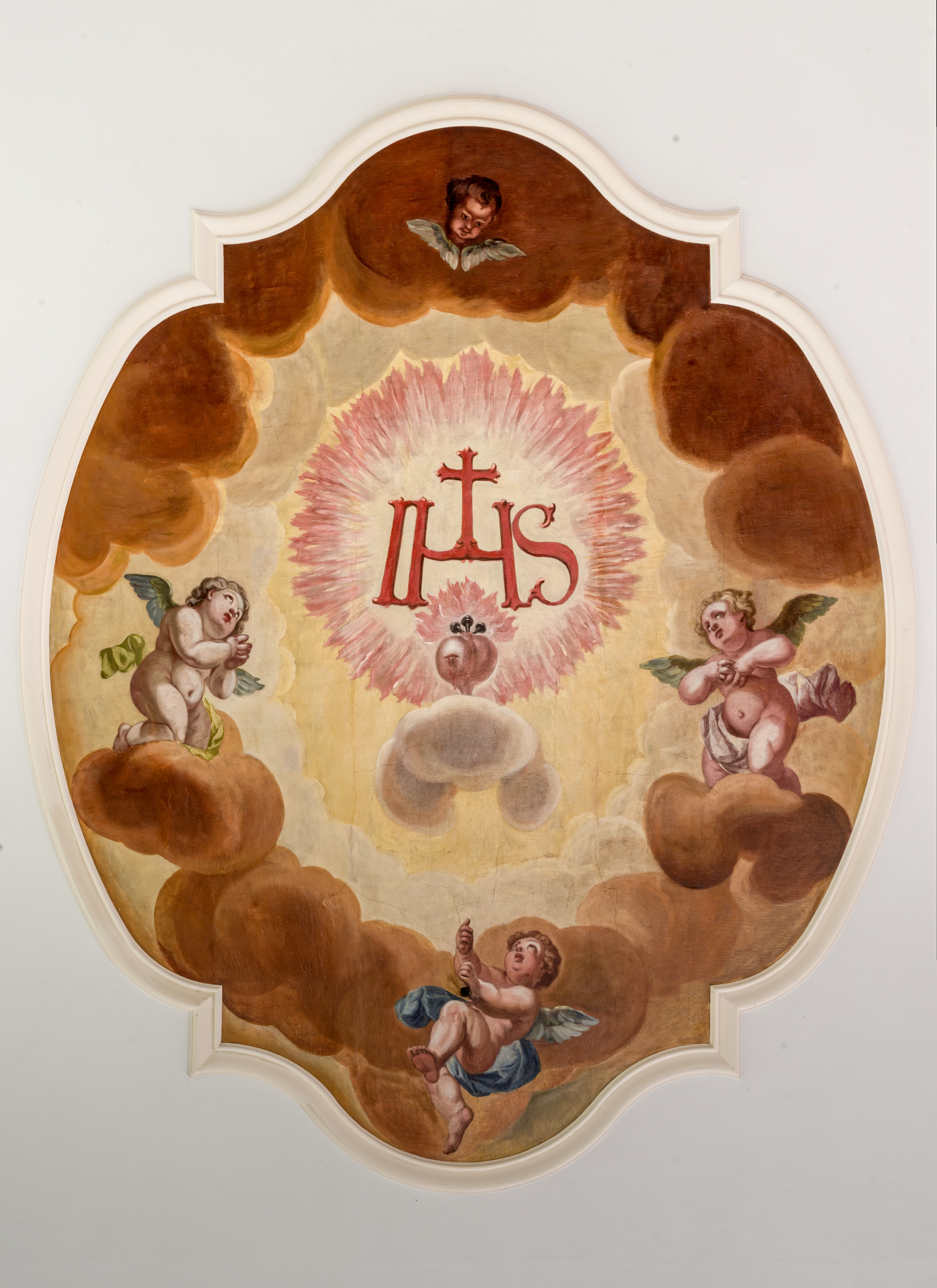
Fresko im Chor

Johann Sebastian Schillings Farben „leuchten nach Abnahme des Firnis (1976) wie am ersten Tag.“ Das längsovale Gemälde im Schiff zeigt die Aufnahme Marias in den Himmel. Gottvater und Gottes Sohn Jesus Christus schweben auf Wolken herab, während im Blau des Himmels der Heilige Geist als Taube fliegt. Die Dreifaltigkeit empfängt die in Weiß und Blau gekleidete Maria. Unter ihr knien auf Wolken links Johannes der Täufer mit dem Lamm, in der Mitte, Nebenpatron der Kirche, der heilige Sebastian mit den Pfeilen seines Martyriums, rechts der heilige König Ludwig IX. von Frankreich, Namenspatron Carl Ludwig Magons. Am unteren Bildrand hat Schilling in einer Berglandschaft die drei Kirchen der Pfarrei nebeneinandergestellt. In der Mitte ist St. Johann Baptist in der damaligen Gestalt über die beiden anderen herausgehoben, der Turm vor der Erhöhung von 1766, mit zwei Reihen gekoppelter rundbogiger Fenster als Klangarkaden und einem Satteldach. Links trägt Maria in der Zarten die Zwiebelhaube von 1732, rechts St. Oswald einen spitzen Turm-Helm.
Das Gemälde im Chor zeigt in einem stuckierten Vierpass die Anbetung der Eucharistie, symbolisiert durch das rote, von einem Strahlenkranz umgebene Jesus-Monogramm IHS.

### Hochaltar
Fallers Hochaltar, schon dreizehn Jahre früher bestellt, kam erst 1779 in die Kirche. Er gleicht früheren Altären Fallers, doch ist der Zierrat klassizistisch beruhigt. Bläulich marmoriert, rahmen zwei Säulenpaare und ein Pilasterpaar das Altarblatt. Links und rechts stehen weiße Großfiguren: links Johannes der Täufer mit dem Lamm Gottes, als das er nach dem Johannes-Evangelium Jesus Christus bezeichnete: „Seht, das Lamm Gottes, das die Sünde der Welt hinwegnimmt.“ (Joh 1,29.36 ); rechts Johannes der Evangelist mit Feder und Buch. Volutenspangen steigen zum Oberteil des Altars auf, den große und kleine Engel beleben und den in der Mitte eine Strahlensonne krönt. In der kirchlichen Osterzeit krönt auf einem Wolkensockel eine Figur des Auferstandenen den Tabernakel, eine „locker stehende, fast schwebende Gestalt, mit zurückgesetztem linkem Fuß und erhobenem Haupt […] ganz der himmlischen Herrlichkeit geöffnet“. Außerhalb der Osterzeit nimmt Fallers „Johannes-Schüssel“ die Stelle ein. „Ein Kabinettstück seiner Schnitzkunst sind die beiden liebreizenden, die Schüssel mit dem entseelten Haupt des Täufers haltenden Putten der Tabernakel-Bekrönung. Ohne Zweifel gehört diese Gruppe zu den reifsten Leistungen Fallers.“ Während das ursprüngliche Hauptbild des Altars, gemalt von Johann Pfunner, 1871 ersetzt wurde, stammt das Oberbild vom Vorgängeraltar, eine Maria Immaculata.

Hochaltar
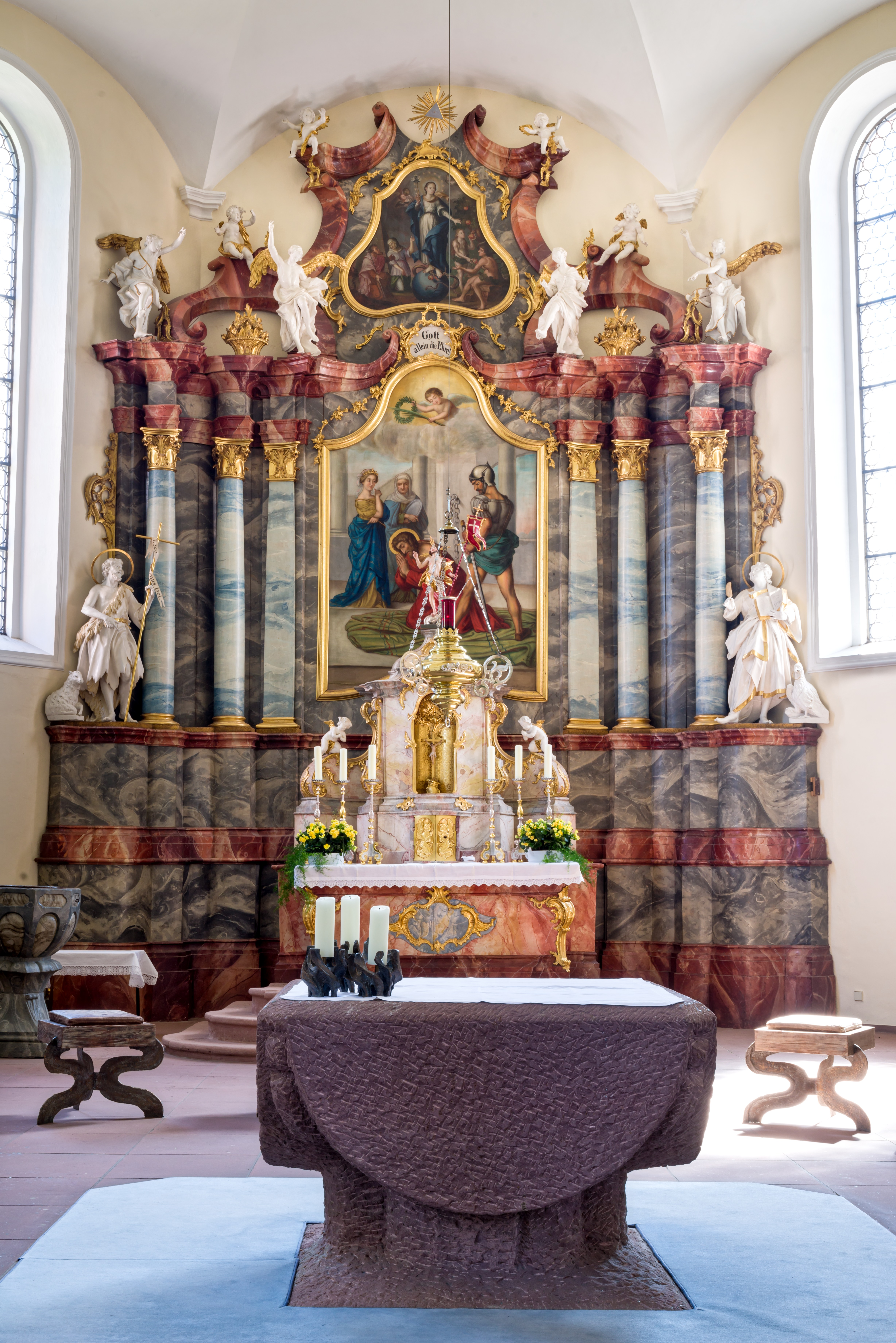
Gesamtansicht
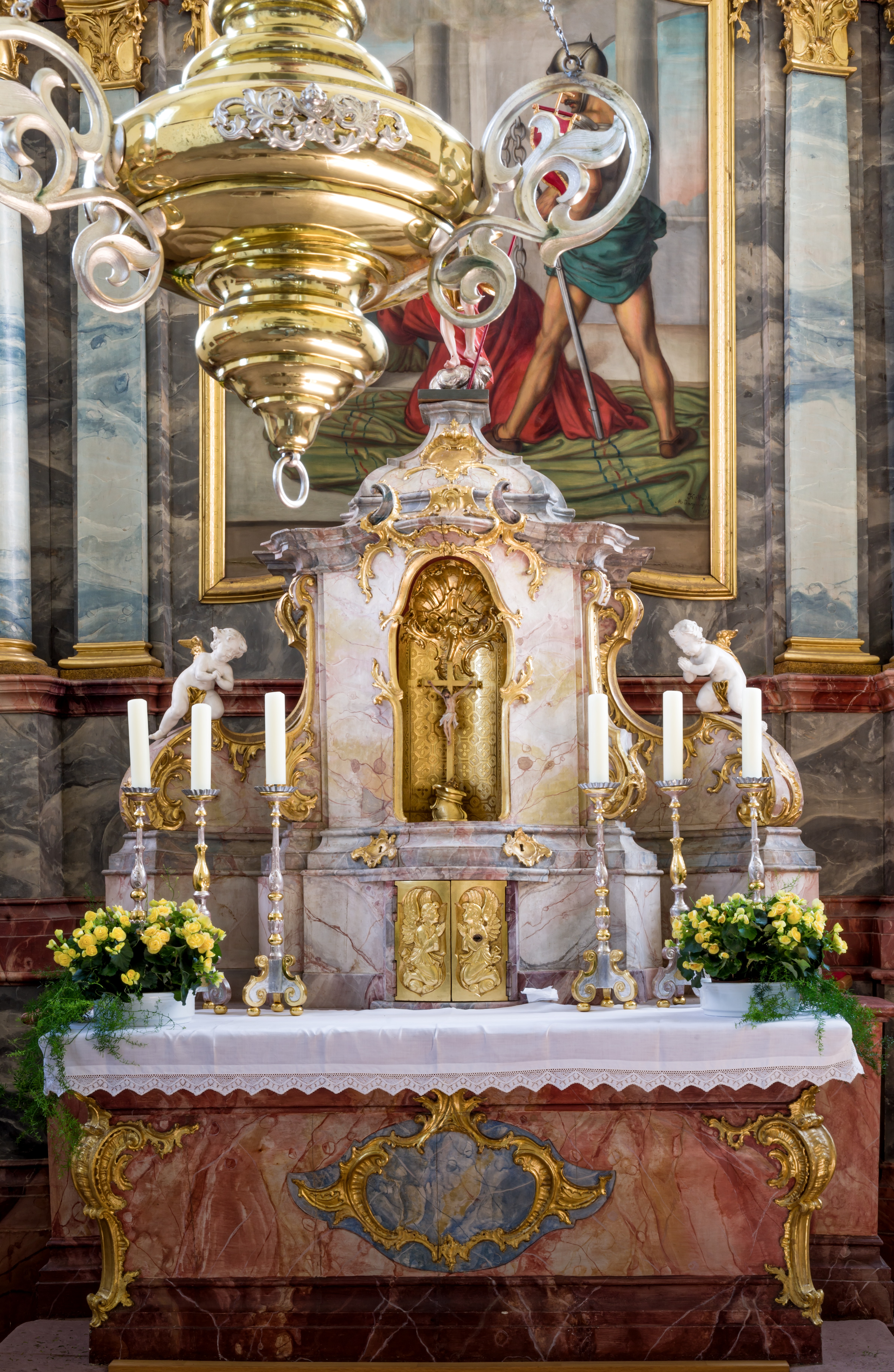
Tabernakel
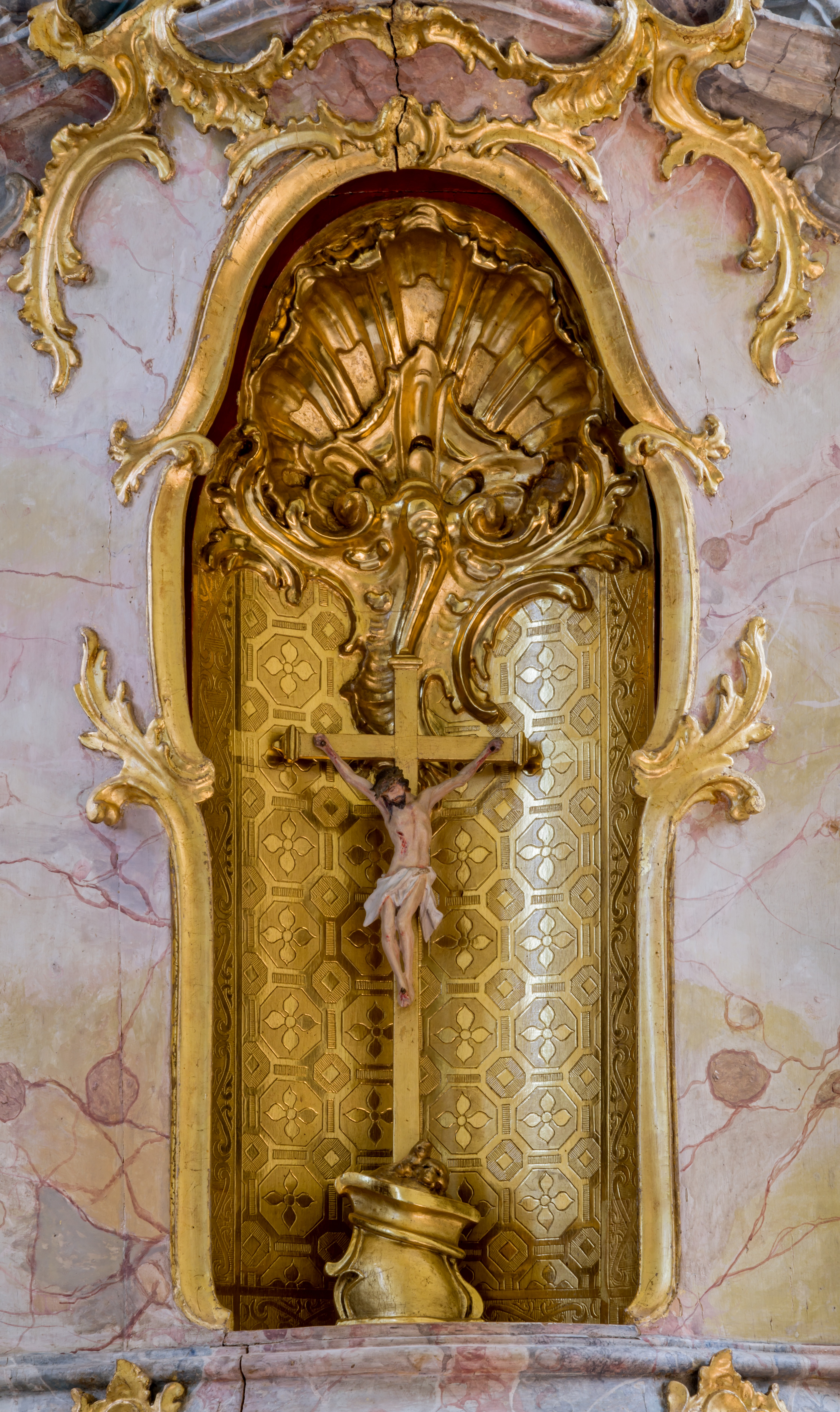
Tabernakelkreuz
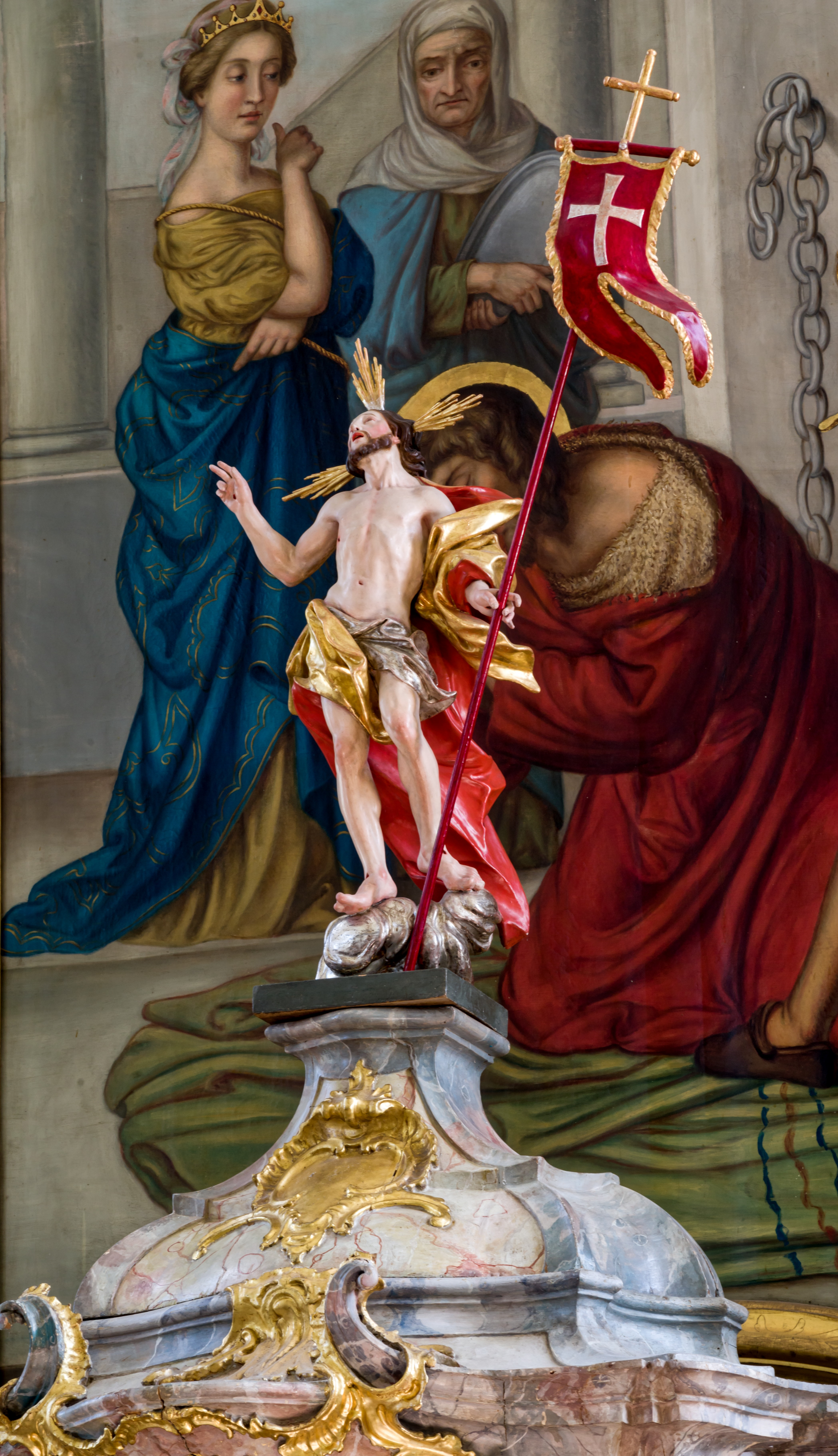
Auferstandener
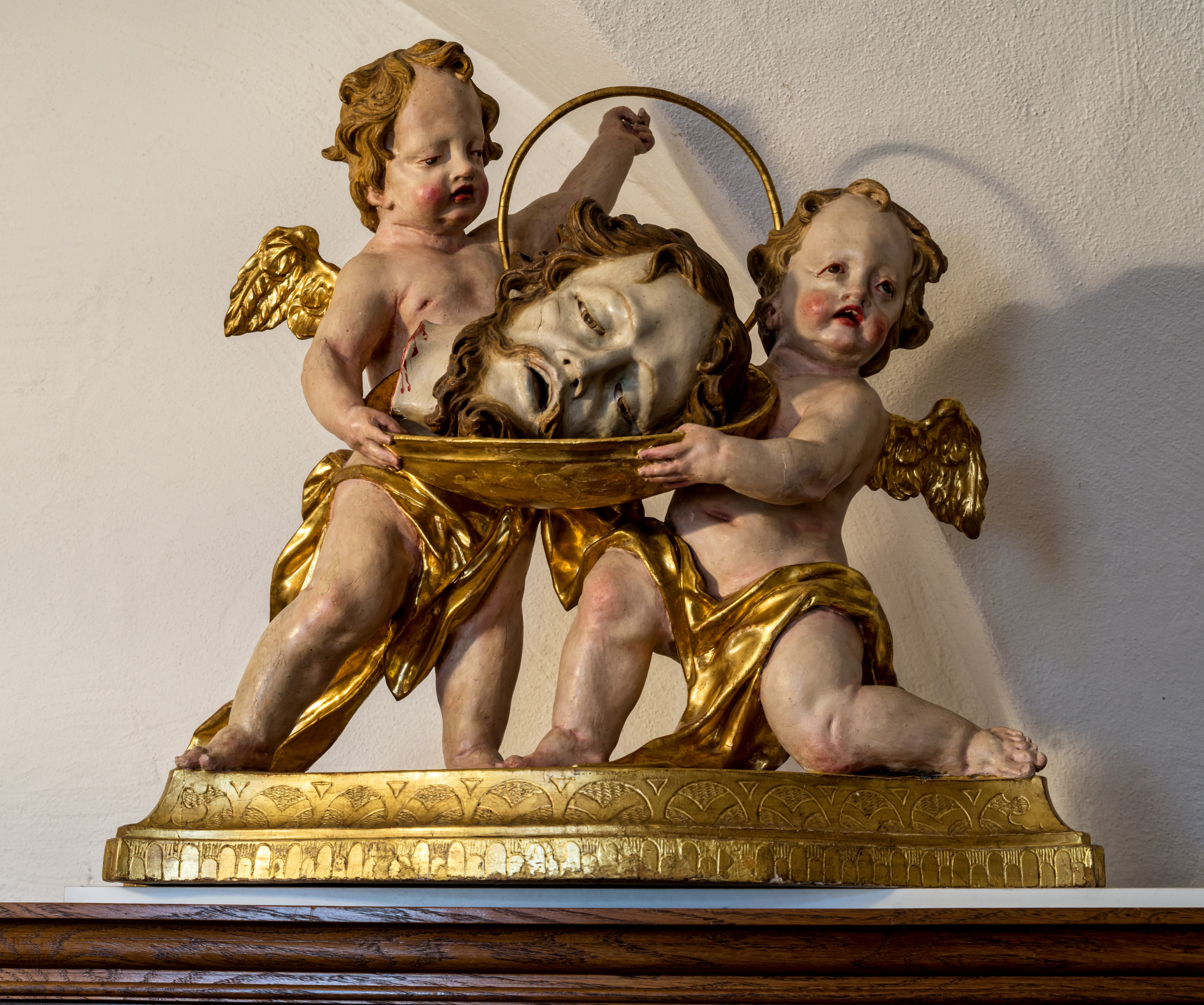
Johannes-Schüssel

### Nebenaltäre und Zelebrationsaltar
Joseph Anton Hops’ Schnitzereien an den Seitenaltären sind typisches Rokoko. „Die Rocailleverzierungen an Antependium, Predella und Bildrahmen gehören zum Elegantesten und Spritzigsten, was das Rokoko im deutschen Südwesten überhaupt zu bieten hat.“ Die Gemälde schuf Georg Samuel Schilling, der Vater des Meisters der Deckengemälde. Links ist im Hauptbild die Rosenkranz-Spende Marias an den heiligen Dominikus dargestellt, im Oberbild die heilige Genoveva von Paris mit ihrer Kerze. Rechts ist im Hauptbild der Pestpatron Sebastian an einen Baumstamm gefesselt. Unter ihm rufen Pestkranke um Hilfe. Das Oberbild mit dem heiligen Wendelin wurde 1855 durch einen Blitz zerstört und durch eine Malerei auf Blech mit demselben Thema ersetzt.

Nebenaltäre
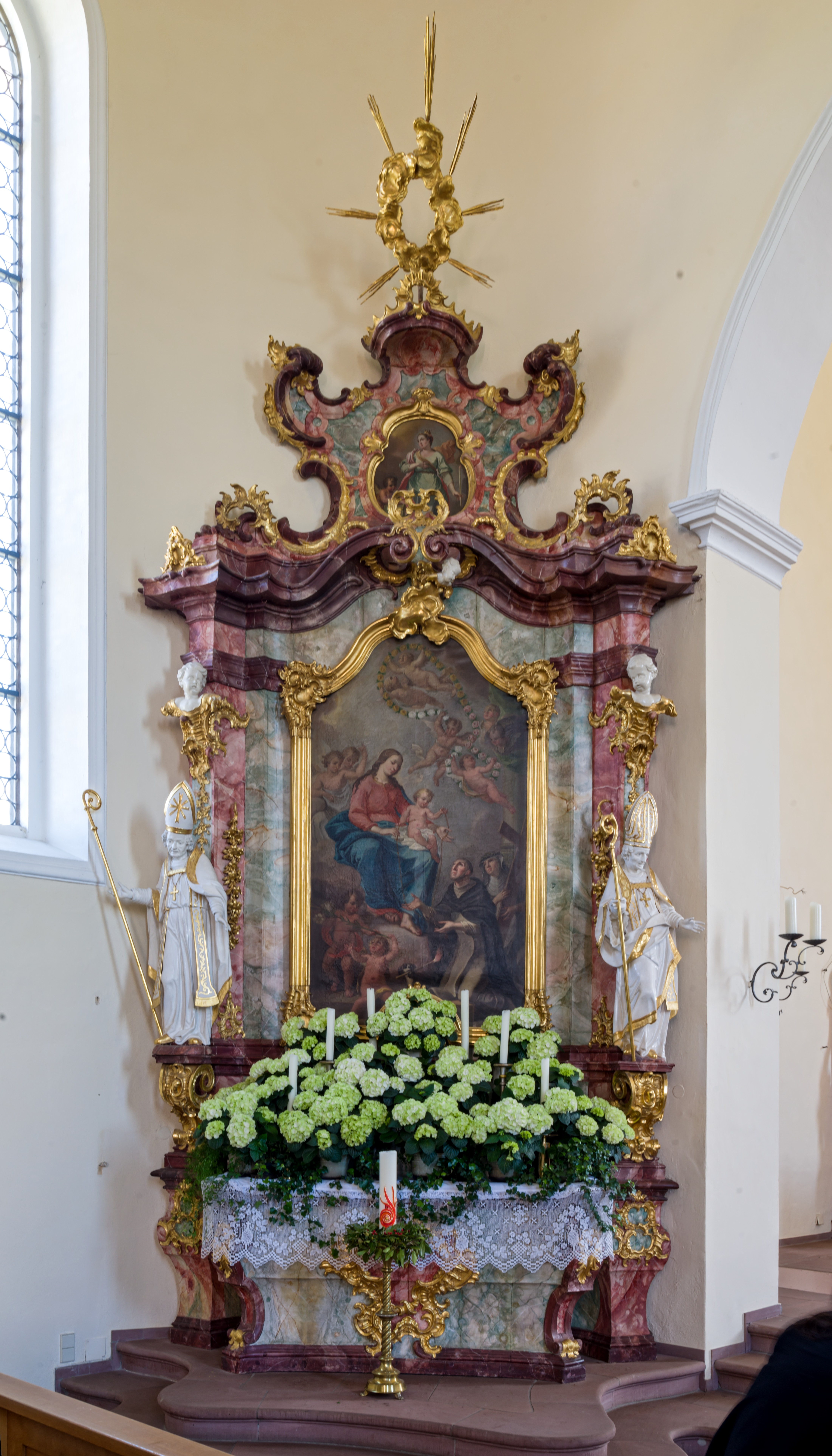
Linker Seitenaltar
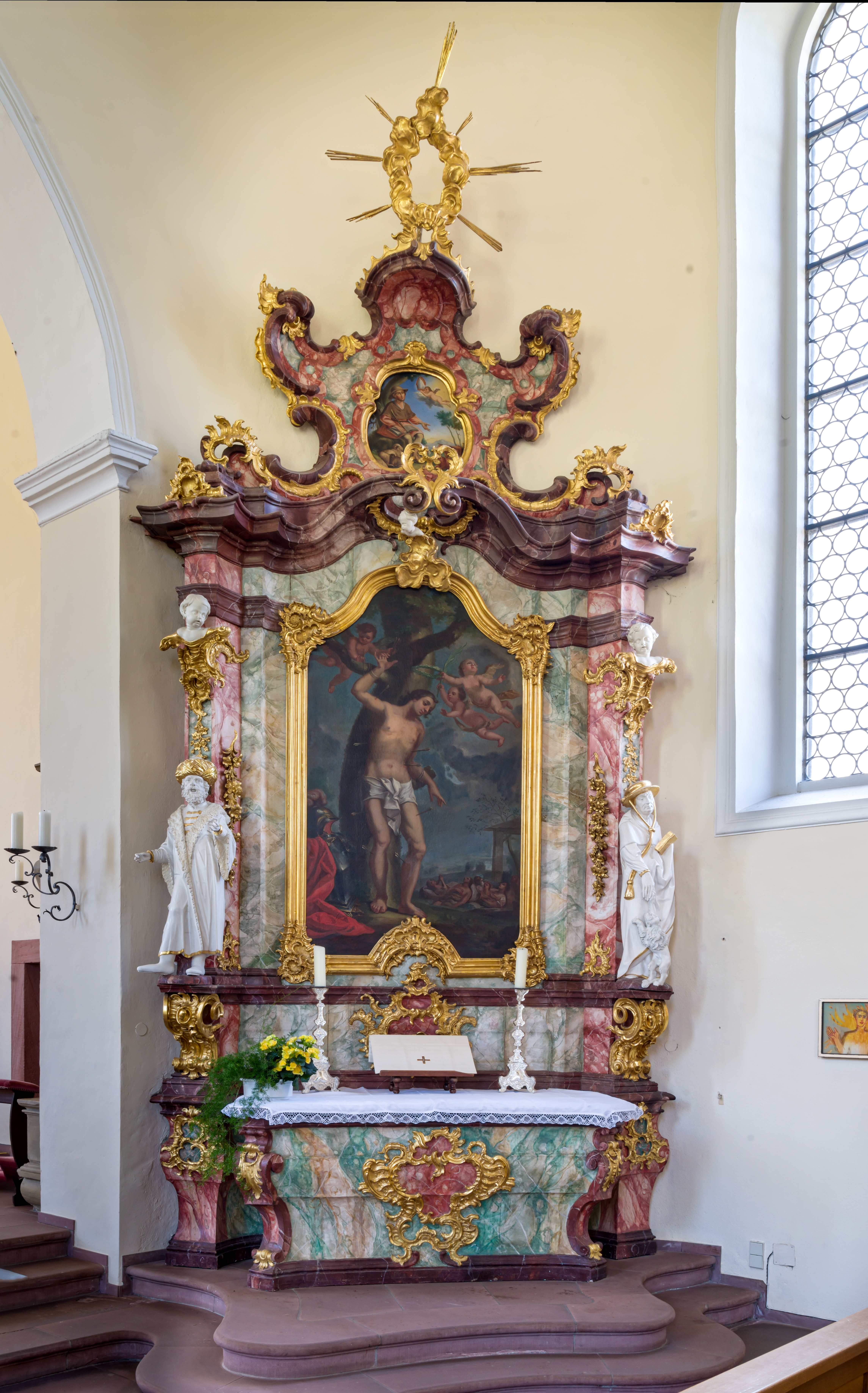
Rechter Seitenaltar
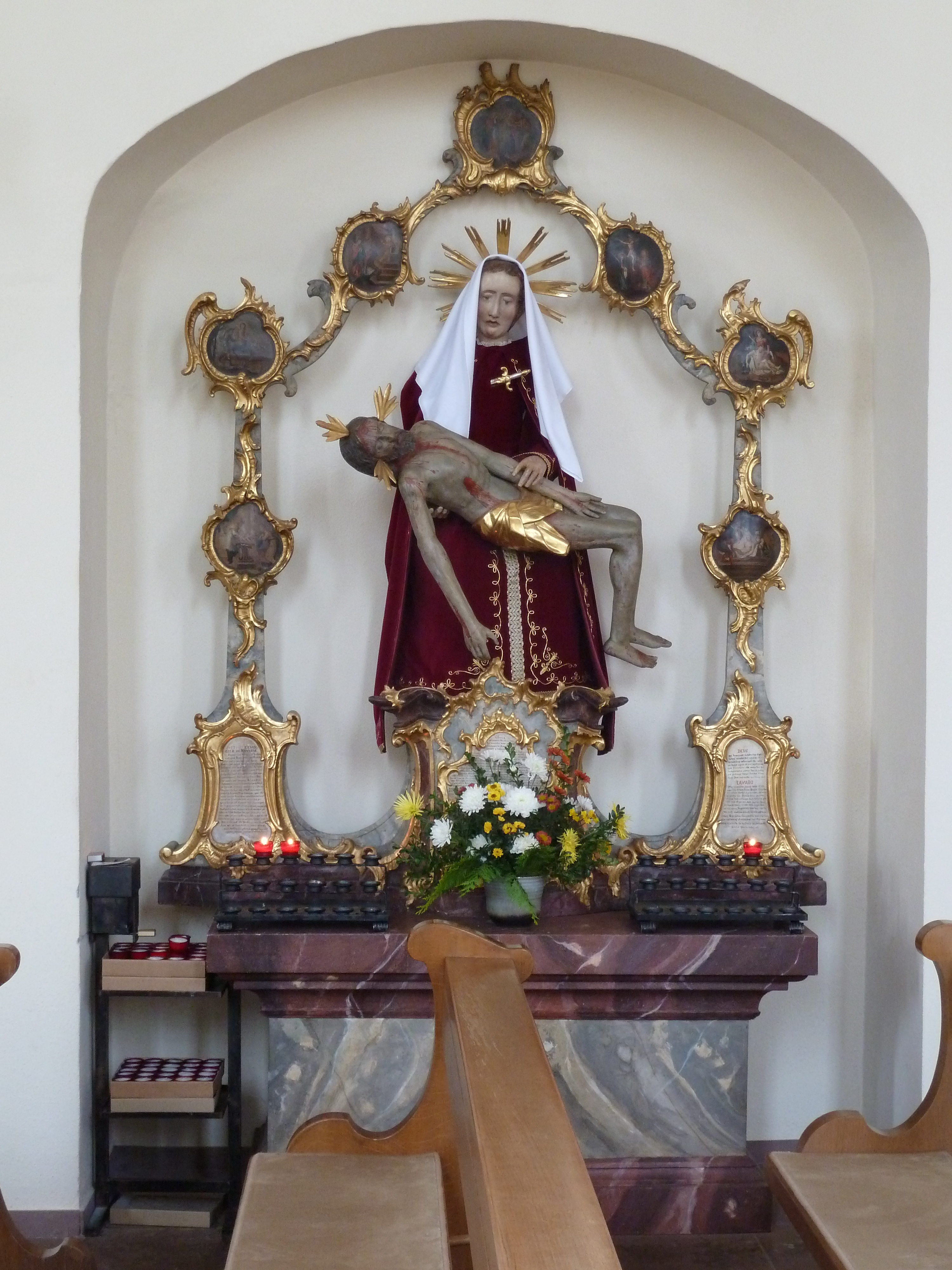
Kreuzaltar vor dem Verlust der Pietà

Die Skulpturen stammen aus Radolfzell am Bodensee und stellen – abgesehen vom heiligen Hieronymus – die drei Radolfzeller Stadtpatrone dar, genannt die drei „Radolfzeller Hausherren“, nach Hermann Theopont von Nikomedien, Zenon von Verona und Senesius. Die Figuren kamen als Geschenk an die Breitnauer Pfarrei. „Sie lassen völlig die Eleganz und die Bewegtheit der Rokokozeit vermissen. In ihrer fast strengen axialen Ausrichtung mit der Betonung der Senkrechten in der Haltung weisen sie in die Zeit vor und um 1700, also in den Hochbarock. Eine kunstgeschichtliche Einordnung ist schwierig. Jedenfalls handelt es sich um Konstanzer Arbeiten“ – überraschende Bodensee-Kunst im Hochschwarzwald. Der Künstler ist unbekannt.

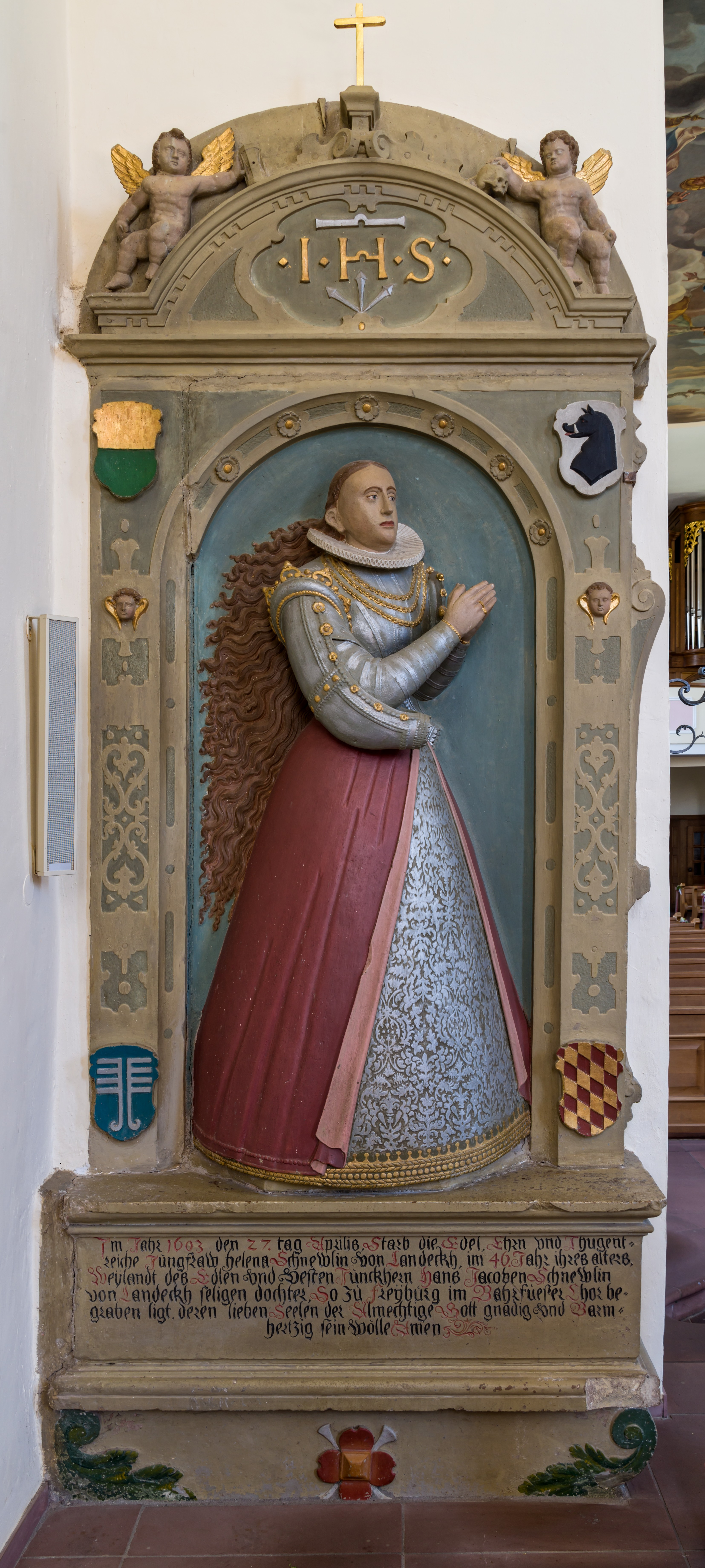
Grabmal der Helena Schnewlin von Landeck

In einer Nische der südlichen Langhauswand steht seit 1947 der ehemalige Kreuzaltar. Sein Zentrum, eine spätmittelalterliche Pietà, fiel im Dezember 2016 aus ungeklärter Ursache auf den Boden und wurde schwer beschädigt. Um ihren ehemaligen Standort herum bilden Fallers Tabernakel, seine Kanontafeln und seine Rahmen für sechs Schilde mit den Rosenkranzgeheimnissen einen Rokoko-Rahmen.
Der neue Zelebrationsaltar von Siegfried Haas (1977), gehauen aus dem Buntsandstein des Hochschwarzwaldes, wächst gleichsam aus dem Boden heraus. „Seine schlichte Form und Größe nimmt Rücksicht auf die schon vorhandenen alten Altäre, ohne so etwas wie eine Konkurrenz zu ihnen sein zu wollen und ohne den Blick zum Hochaltar zu hindern. Die Halbbögen an seinen vier Seiten nehmen den Schwung des überwölbenden Chorbogens auf und ergänzen ihn zum Vollkreis: Himmel und Erde werden eins in dem, was sich hier vollzieht. Ambo und Sedilien nehmen in ihren Formen die Bögen und Schwünge […] auf.“

### Sonstige Ausstattung des Chors

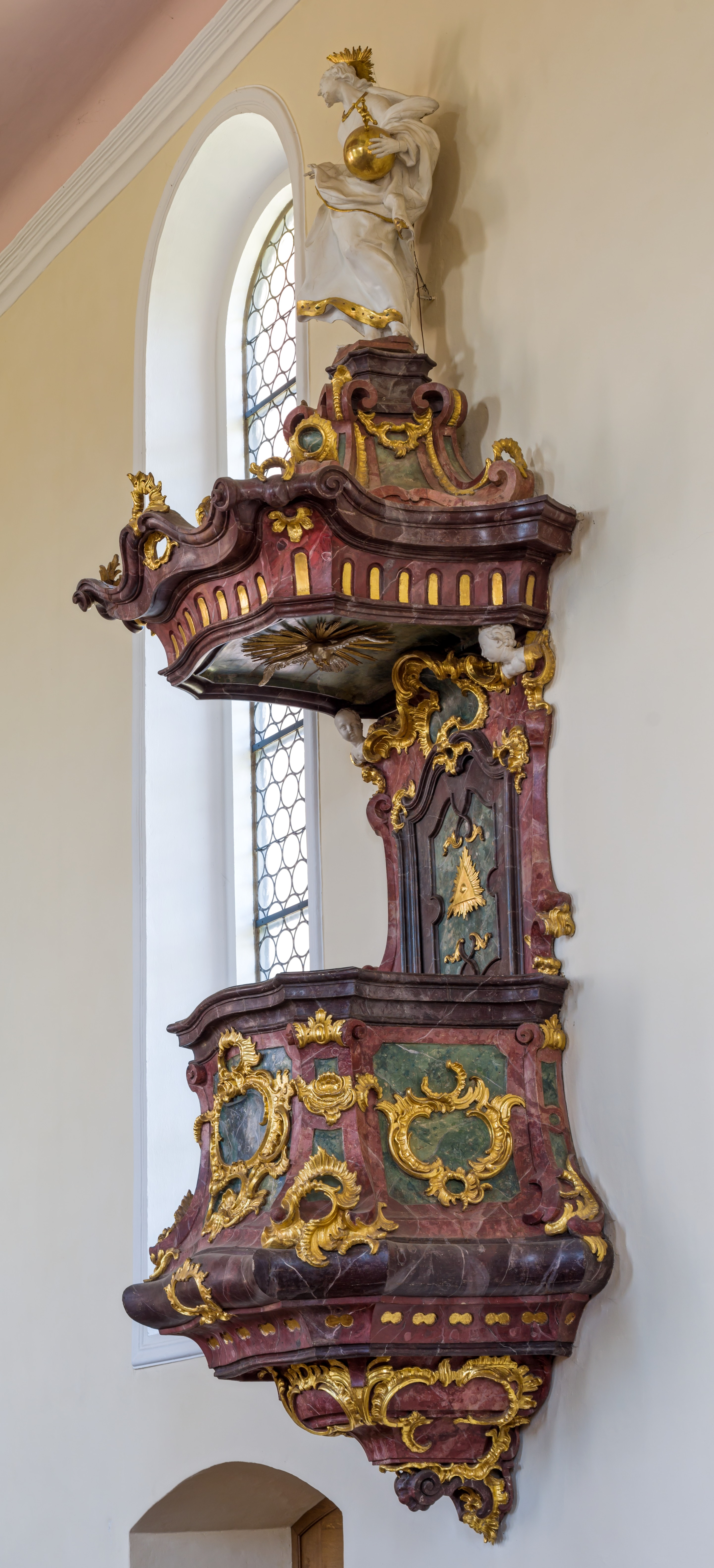
Kanzel

Das Chorbogenkreuz, die Heiliggeist-Taube zu seinen Füßen und Gottvater darüber sind Werke Adam Winterhalders, des Lehrers von Matthias Faller. Bart und Haupthaarsträhnen des Gekreuzigten sind liebevoll wiedergegeben. Die Füße sind übereinandergenagelt (Dreinagel-Typus). „Eine völlig neue Form zeigt das Lendentuch, dessen rechter Zipfel an der dortigen Hüfte niederfällt, der linke aber schräg über den Schoß gezogen ist und dort aufwirbelt und in einer Rolle endet. Auch hier haben wir die charakteristische Handschrift des Adam Winterhalder vor uns.“
Aus dem Schiff nicht sichtbar, wendet sich hinter dem Triumphbogen in ihrem Epitaph Helena Schnewlin von Landeck dem früheren Platz des Kreuzaltars zu. Sie war die Tochter des Hans Jacob, letzten Schnewlins von Landeck, mit dem das Geschlecht in männlicher Linie ausstarb.

„Im Jahr 1603 den 27. tag Aprilis, Starb die Edel, Ehrn und Thugentreiche Jungfraw helena Schnewlin von Landeckh, im 46. Jahr ihres alters, Weylandt des Edlen und Vesten Junckhern Hand Jacoben Schnewlin von Landeckh seligen dochter, So zu Freyburg im Bahrfüeser Chor begraben ligt, deren lieben Seelen der Almechtige Gott gnädig und Barmhertzig sein wölle Amen.“

Helena steht nahezu lebensgroß in einer flachen Nische, das Haar lang über die Schulter herabfallend, in vornehmer Renaissance-Gewandung mit Halskrause und reich besticktem engem Mieder. Im halbrunden oberen Abschluss wenden sich zwei Putten dem IHS-Glaubenssymbol zu.
Rechts und links rahmt den Chor seit 1976 wieder das alte Chorgestühl, rot marmoriert mit grünem Rankenwerk. Es wurde vermutlich nach der Kriegsbeschädigung der Kirche im Februar 1690 geschaffen. Links steht auf einer Konsole über dem Gestühl eine Figur des heiligen Johannes Nepomuk, vornehmer Kleriker mit Birett, Chorhemd und Mozetta, 178 cm groß, rechts eine Figur des heiligen Franz Xaver, 175 cm groß, wie er einen Dunkelhäutigen tauft, beide Johann Schupp II aus der weitverzweigten Villinger Künstlerfamilie Schupp zugeschrieben (so Manfred Hermann) und beide erst im 19. Jahrhundert nach Breitnau gelangt. Rechts hängt über dem Gestühl ein um 1510 entstandenes Gemälde der Enthauptung Johannes des Täufers. Es könnte wie die drei „Hausherren“ aus Radolfzell stammen, denn das Gewand des Henkers zeigt die für Radolfzell typischen Stadtfarben. Unten rechts kniet der Stifter im Gewand eines Geistlichen mit dem Schriftband: „S. Johannes Baptista / ora pro me.“ („St. Johann Baptist, bete für mich“, eine Abwandlung von „ora pro nobis“.)

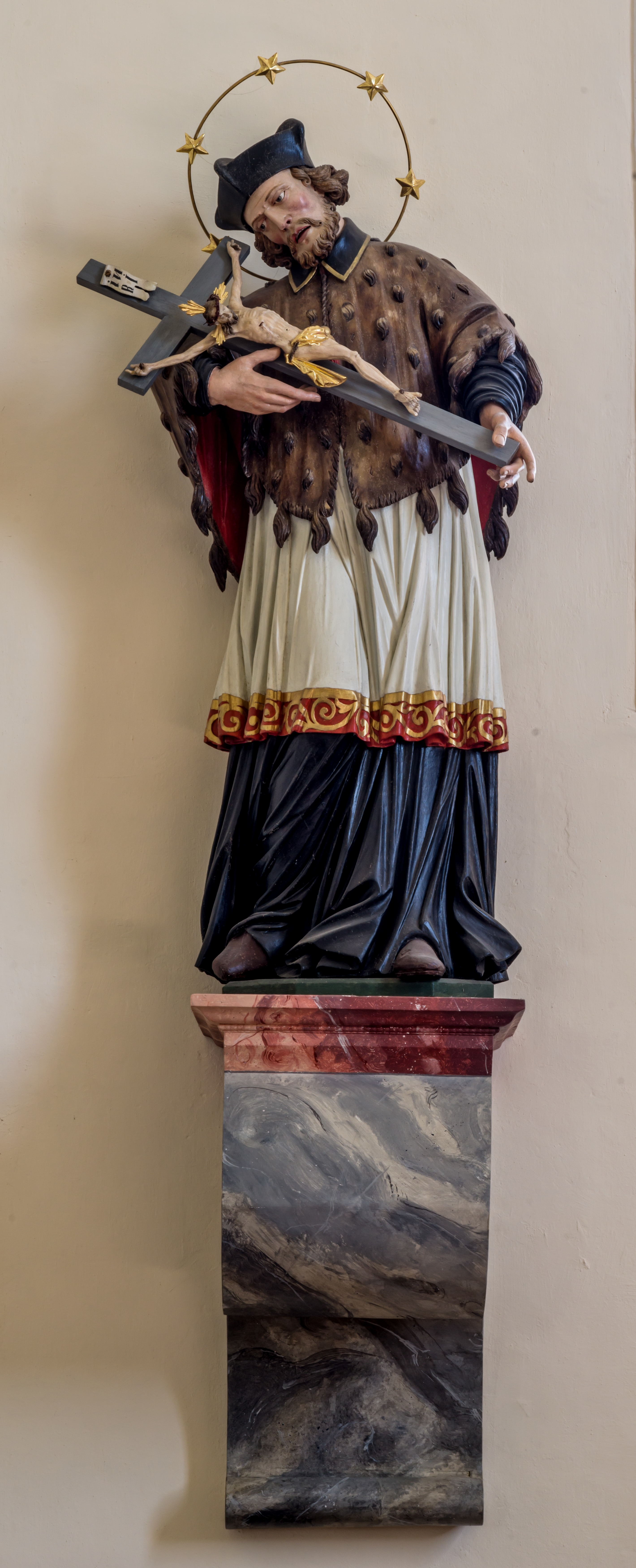
Nepomuk
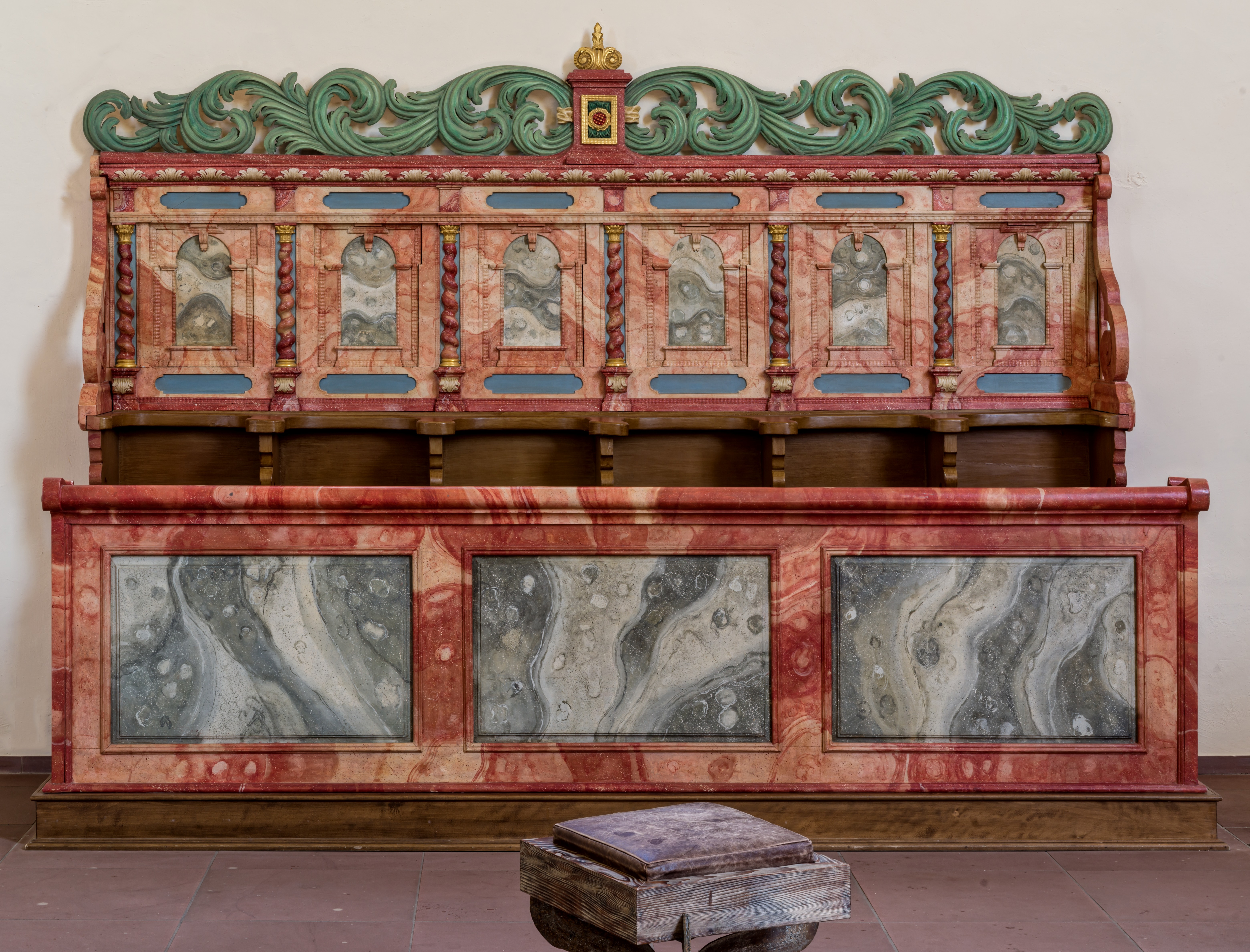
Chorgestühl links
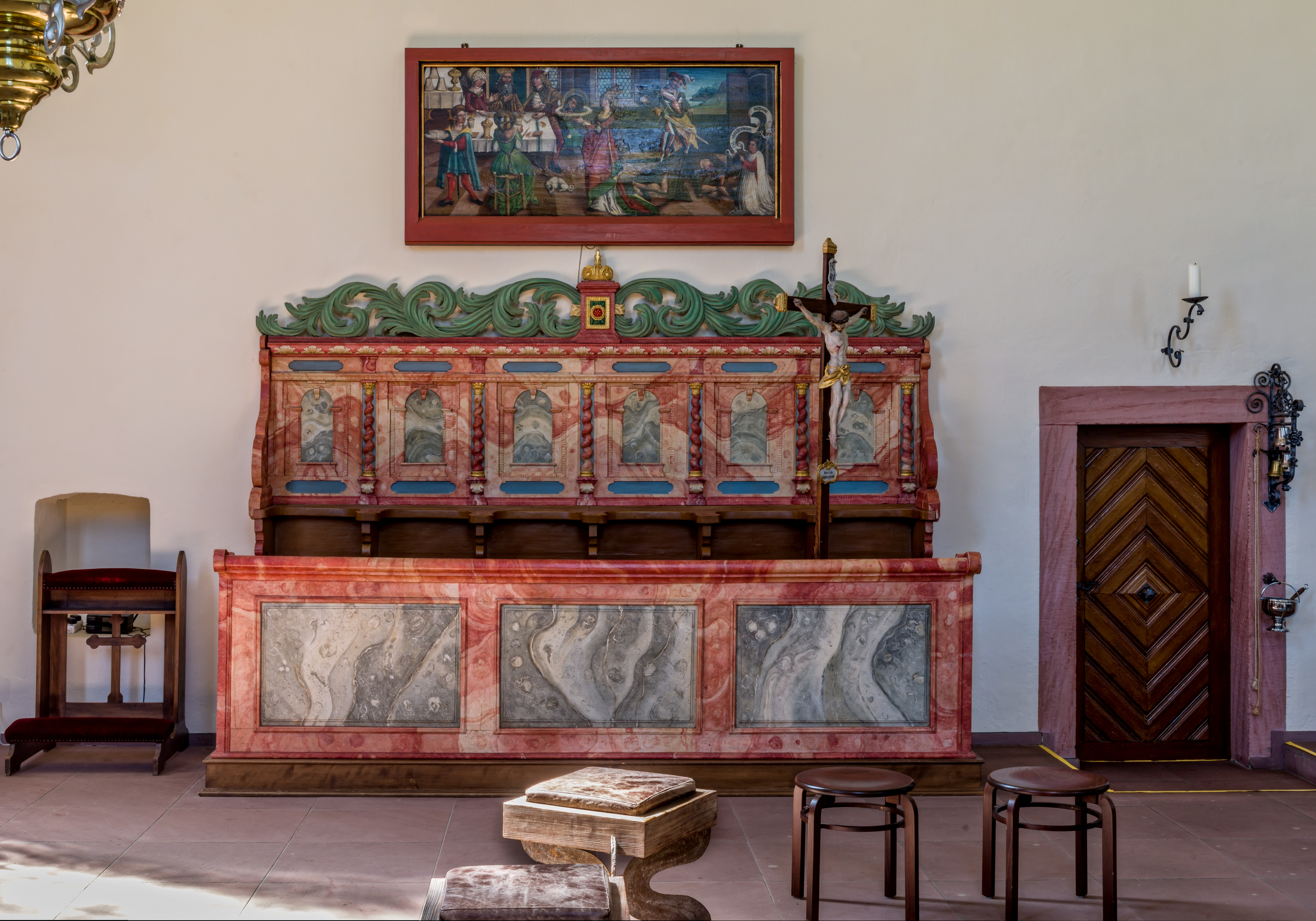
Chorgestühl rechts
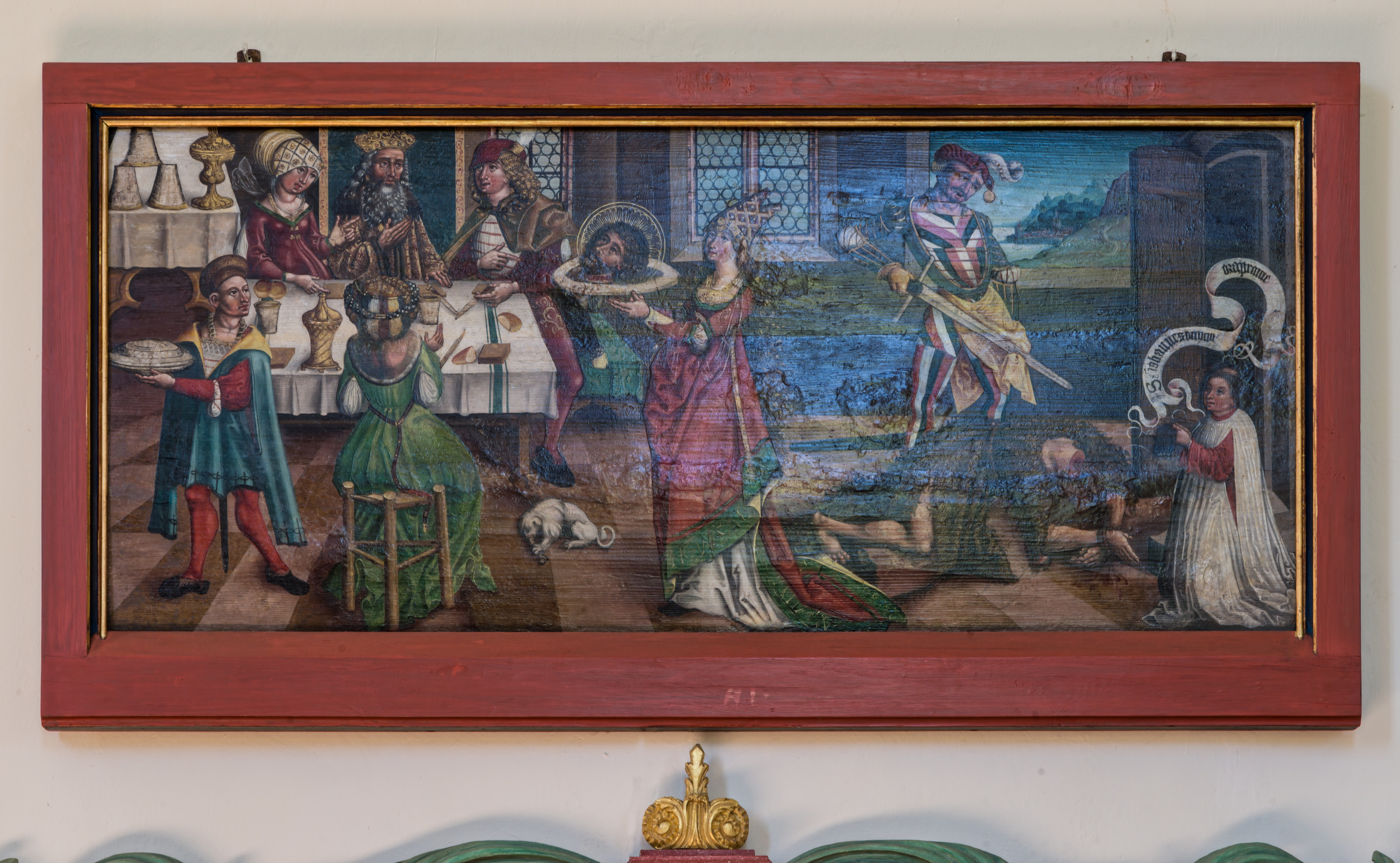
Enthauptung des Täufers
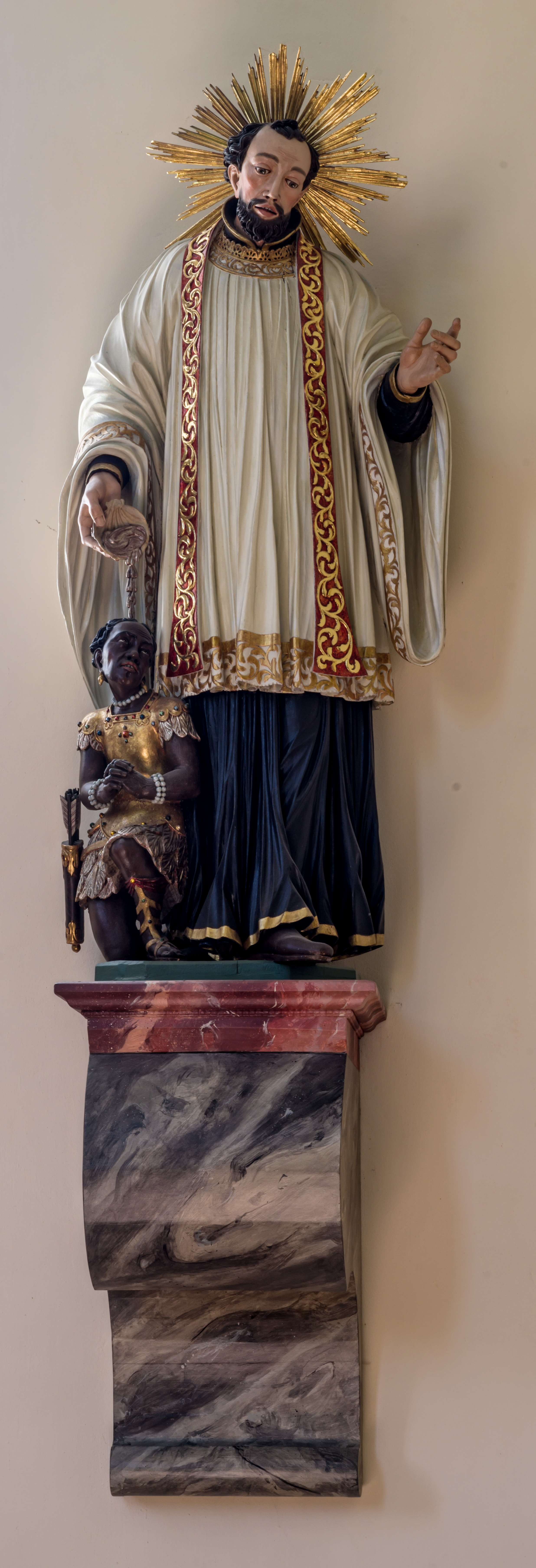
Franz Xaver

### Kanzel
Wie die Seitenaltäre von Joseph Anton Hops geschaffen, ähnelt die Kanzel ihnen auch im Stil. Der Aufgang führt verdeckt durch die nördliche Langhauswand. Golden leuchten die Ornamente. Neben rauschenden Rocaillen und den weißgefassten Puttenköpfchen der Rückwand einziger figürlicher Schmuck ist die weißgoldene Gestalt Christi als Weltrichter mit der vom Kreuz bekrönten Weltkugel in der Linken.

### Orgel

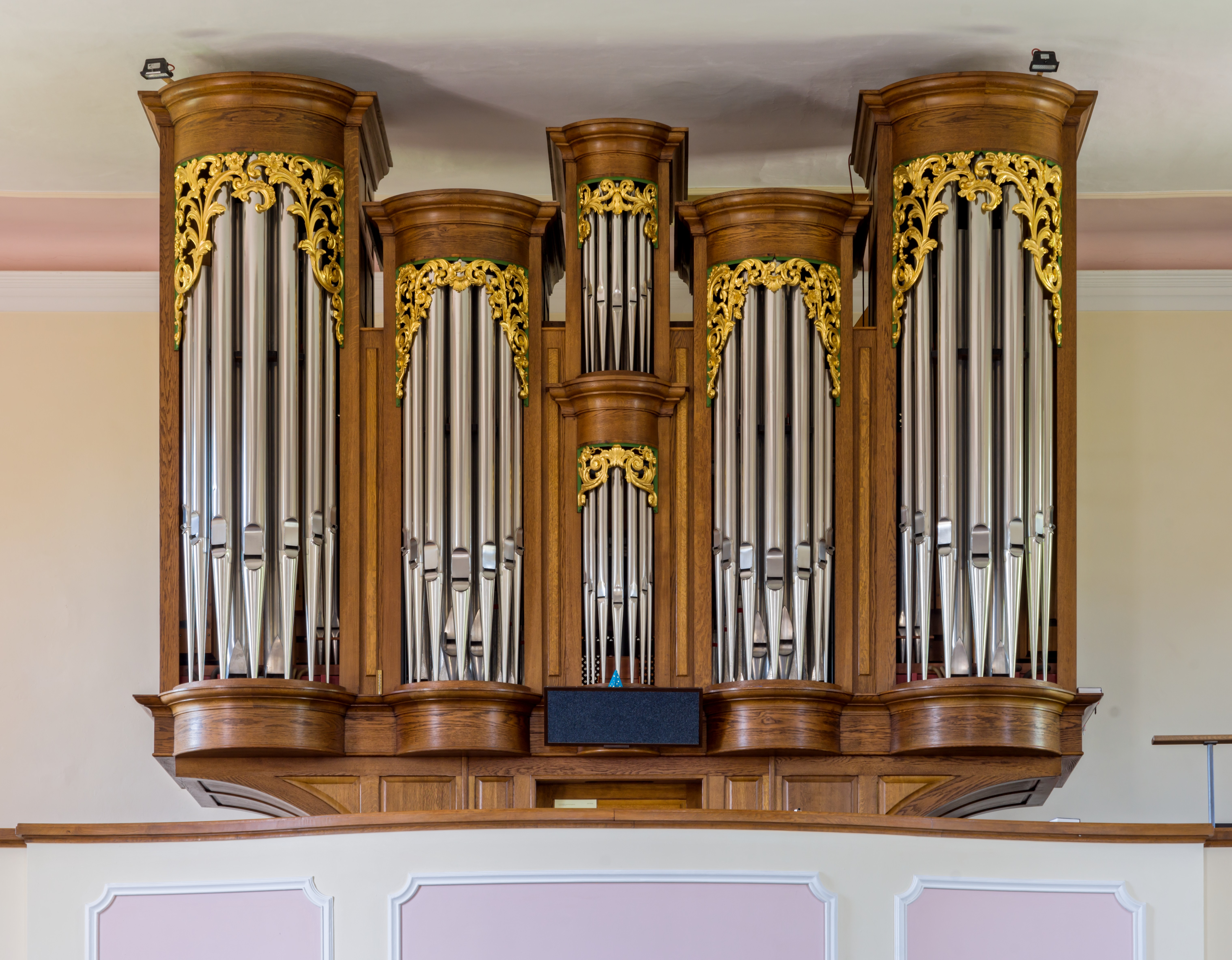
Orgel

Auf der Empore über dem Eingangsbereich steht die Orgel, die 1977 von der Firma Mönch Orgelbau gebaut wurde. Sie verfügt über 1502 Orgelpfeifen aus Zinn-Legierungen und Holz in 22 Registern auf zwei Manualen und Pedal.

### Glocken
Mit den Güssen von 1867 (Grüninger; die kleinste Glocke) und 1950 (Junker) besitzt St. Johann Baptist fünf Glocken, die im massiven Kirchturm in einem historischen Holzglockenstuhl hängen. Die historische Glocke besteht aus Bronze, die 1950 gegossenen sind aus Sonderbronze gefertigt, bei der Zinn in der Legierung mit Kupfer durch Silizium ersetzt wird.
| Glocke | Gewicht  | Durchmesser | Schlagton |
| ------ | -------- | ----------- | --------- |
| 1      | 1100 kg0 | 1270 mm     | e′+1      |
| 2      | 550 kg   | 1000 mm     | gis′+1    |
| 3      | 320 kg   | 0840 mm     | h′+1      |
| 4      | 245 kg   | 0750 mm     | cis″+1    |
| 5      | 160 kg   | 0660 mm     | dis″−6    |

## Würdigung
Nach Manfred Hermann sind besonders die Arbeiten der Villinger Maler und Bildhauer beachtlich. „Nirgendwo sonst können wir die elegante Rokoko-Ornamentik des Josef Anton Hops so eingehend kennenlernen wie hier. […] Auch die Zusammenarbeit der beiden Faller-Bildhauer am Hochaltar lässt sich sonst kaum so eingehend studieren wie in Breitnau. Mit den beiden Johannes-Skulpturen und der Johannes-Schüssel hat Matthias Faller Kabinettstücke geschaffen. Der Breitnauer Hochaltar von 1779 ist mit der letzte in einer langen Reihe von Altaraufbauten seiner Hand. Gerade nach der letzten Restaurierung gewann die Kirche ihren hervorragenden Platz unter den ländlichen Gotteshäusern des Schwarzwaldes zurück.“